# Lista de asteroides (424001-425000)
Esta é uma lista parcial de asteroides, do asteroide número 424001 até o 425000, inclusive. Veja também o índice com todas as listas disponíveis.

| Objeto Próximos à Terra | Cinturão de asteroides (interno) | Cinturão de asteroides (externo) | Centauro       |
| Cruzador de Marte       | Cinturão de asteroides (meio)    | Troianos de Júpiter              | Transnetuniano |

Veja mais dados de cada asteroide na ligação externa para o Minor Planet Center na última coluna.
Índice: 424001... 424101... 424201... 424301... 424401... 424501... 424601... 424701... 424801... 424901... 

## 424001–424100
| Designação | Designação | Descoberta  | Descoberta   | Descobridor(es)     | Categoria | Mais informações / Referência |
| Permanente | Provisória | Data        | Local        | Descobridor(es)     | Categoria | Mais informações / Referência |
| ---------- | ---------- | ----------- | ------------ | ------------------- | --------- | ----------------------------- |
| 424001     | 2006 VP152 | 30 set 2006 | Mount Lemmon | Mount Lemmon Survey | Mitidika  | MPC                           |
| 424002     | 2006 VH170 | 12 nov 2006 | Mount Lemmon | Mount Lemmon Survey | —         | MPC                           |
| 424003     | 2006 WD3   | 21 nov 2006 | Mount Lemmon | Mount Lemmon Survey | —         | MPC                           |
| 424004     | 2006 WU52  | 16 nov 2006 | Kitt Peak    | Spacewatch          | —         | MPC                           |
| 424005     | 2006 WK56  | 16 nov 2006 | Kitt Peak    | Spacewatch          | —         | MPC                           |
| 424006     | 2006 WZ56  | 11 nov 2006 | Kitt Peak    | Spacewatch          | —         | MPC                           |
| 424007     | 2006 WU80  | 20 out 2006 | Mount Lemmon | Mount Lemmon Survey | —         | MPC                           |
| 424008     | 2006 WF83  | 18 nov 2006 | Socorro      | LINEAR              | —         | MPC                           |
| 424009     | 2006 WP93  | 12 nov 2006 | Mount Lemmon | Mount Lemmon Survey | —         | MPC                           |
| 424010     | 2006 WS97  | 19 nov 2006 | Kitt Peak    | Spacewatch          | —         | MPC                           |
| 424011     | 2006 WD101 | 19 nov 2006 | Socorro      | LINEAR              | —         | MPC                           |
| 424012     | 2006 WG111 | 11 nov 2006 | Kitt Peak    | Spacewatch          | —         | MPC                           |
| 424013     | 2006 WZ123 | 30 set 2006 | Mount Lemmon | Mount Lemmon Survey | —         | MPC                           |
| 424014     | 2006 WU129 | 19 out 2006 | Catalina     | CSS                 | —         | MPC                           |
| 424015     | 2006 WQ133 | 28 out 2006 | Kitt Peak    | Spacewatch          | —         | MPC                           |
| 424016     | 2006 WR146 | 20 nov 2006 | Kitt Peak    | Spacewatch          | —         | MPC                           |
| 424017     | 2006 WF191 | 22 out 2006 | Mount Lemmon | Mount Lemmon Survey | —         | MPC                           |
| 424018     | 2006 WZ194 | 29 nov 2006 | Socorro      | LINEAR              | —         | MPC                           |
| 424019     | 2006 XM9   | 9 dez 2006  | Kitt Peak    | Spacewatch          | —         | MPC                           |
| 424020     | 2006 XS13  | 10 dez 2006 | Kitt Peak    | Spacewatch          | —         | MPC                           |
| 424021     | 2006 XX15  | 10 dez 2006 | Kitt Peak    | Spacewatch          | —         | MPC                           |
| 424022     | 2006 XZ26  | 22 nov 2006 | Socorro      | LINEAR              | —         | MPC                           |
| 424023     | 2006 XY31  | 21 out 2006 | Mount Lemmon | Mount Lemmon Survey | —         | MPC                           |
| 424024     | 2006 XK41  | 1 nov 2006  | Mount Lemmon | Mount Lemmon Survey | —         | MPC                           |
| 424025     | 2006 XW46  | 13 dez 2006 | Catalina     | CSS                 | —         | MPC                           |
| 424026     | 2006 XK53  | 27 nov 2006 | Mount Lemmon | Mount Lemmon Survey | —         | MPC                           |
| 424027     | 2006 XG62  | 15 dez 2006 | Mount Lemmon | Mount Lemmon Survey | —         | MPC                           |
| 424028     | 2006 XN62  | 11 dez 2006 | Kitt Peak    | Spacewatch          | —         | MPC                           |
| 424029     | 2006 XA72  | 13 dez 2006 | Mount Lemmon | Mount Lemmon Survey | —         | MPC                           |
| 424030     | 2006 YE7   | 20 dez 2006 | Palomar      | NEAT                | —         | MPC                           |
| 424031     | 2006 YU13  | 23 dez 2006 | Eskridge     | Farpoint Obs.       | Mitidika  | MPC                           |
| 424032     | 2006 YV13  | 10 dez 2006 | Kitt Peak    | Spacewatch          | —         | MPC                           |
| 424033     | 2006 YS17  | 22 nov 2006 | Mount Lemmon | Mount Lemmon Survey | —         | MPC                           |
| 424034     | 2006 YO22  | 25 nov 2006 | Mount Lemmon | Mount Lemmon Survey | —         | MPC                           |
| 424035     | 2006 YA48  | 24 dez 2006 | Mount Lemmon | Mount Lemmon Survey | —         | MPC                           |
| 424036     | 2007 AA11  | 18 nov 2006 | Mount Lemmon | Mount Lemmon Survey | —         | MPC                           |
| 424037     | 2007 AH13  | 9 jan 2007  | Kitt Peak    | Spacewatch          | —         | MPC                           |
| 424038     | 2007 AH15  | 10 jan 2007 | Kitt Peak    | Spacewatch          | —         | MPC                           |
| 424039     | 2007 AH17  | 27 nov 2006 | Mount Lemmon | Mount Lemmon Survey | —         | MPC                           |
| 424040     | 2007 AU20  | 10 jan 2007 | Kitt Peak    | Spacewatch          | —         | MPC                           |
| 424041     | 2007 AD28  | 8 jan 2007  | Mount Lemmon | Mount Lemmon Survey | —         | MPC                           |
| 424042     | 2007 AV28  | 10 jan 2007 | Antares      | ARO                 | Mitidika  | MPC                           |
| 424043     | 2007 BA4   | 23 out 2006 | Mount Lemmon | Mount Lemmon Survey | —         | MPC                           |
| 424044     | 2007 BZ5   | 17 jan 2007 | Palomar      | NEAT                | —         | MPC                           |
| 424045     | 2007 BC7   | 10 jan 2007 | Kitt Peak    | Spacewatch          | —         | MPC                           |
| 424046     | 2007 BU11  | 17 jan 2007 | Kitt Peak    | Spacewatch          | —         | MPC                           |
| 424047     | 2007 BE25  | 13 dez 2006 | Mount Lemmon | Mount Lemmon Survey | —         | MPC                           |
| 424048     | 2007 BH35  | 10 jan 2007 | Kitt Peak    | Spacewatch          | —         | MPC                           |
| 424049     | 2007 BW40  | 24 jan 2007 | Catalina     | CSS                 | —         | MPC                           |
| 424050     | 2007 BE42  | 24 jan 2007 | Catalina     | CSS                 | —         | MPC                           |
| 424051     | 2007 BE43  | 24 jan 2007 | Mount Lemmon | Mount Lemmon Survey | —         | MPC                           |
| 424052     | 2007 BT55  | 21 dez 2006 | Kitt Peak    | Spacewatch          | —         | MPC                           |
| 424053     | 2007 BE63  | 27 jan 2007 | Mount Lemmon | Mount Lemmon Survey | —         | MPC                           |
| 424054     | 2007 BP63  | 27 jan 2007 | Kitt Peak    | Spacewatch          | —         | MPC                           |
| 424055     | 2007 BG71  | 28 jan 2007 | Mount Lemmon | Mount Lemmon Survey | —         | MPC                           |
| 424056     | 2007 BV80  | 24 jan 2007 | Mount Lemmon | Mount Lemmon Survey | —         | MPC                           |
| 424057     | 2007 BZ101 | 27 jan 2007 | Catalina     | CSS                 | —         | MPC                           |
| 424058     | 2007 BL102 | 27 jan 2007 | Kitt Peak    | Spacewatch          | —         | MPC                           |
| 424059     | 2007 CU13  | 26 jan 2007 | Kitt Peak    | Spacewatch          | —         | MPC                           |
| 424060     | 2007 CV13  | 7 fev 2007  | Kitt Peak    | Spacewatch          | —         | MPC                           |
| 424061     | 2007 CT32  | 27 jan 2007 | Mount Lemmon | Mount Lemmon Survey | —         | MPC                           |
| 424062     | 2007 CE45  | 24 nov 2006 | Mount Lemmon | Mount Lemmon Survey | —         | MPC                           |
| 424063     | 2007 CP46  | 8 fev 2007  | Mount Lemmon | Mount Lemmon Survey | —         | MPC                           |
| 424064     | 2007 CQ54  | 15 fev 2007 | Charleston   | ARO                 | —         | MPC                           |
| 424065     | 2007 CF63  | 15 fev 2007 | Palomar      | NEAT                | —         | MPC                           |
| 424066     | 2007 CM63  | 28 jan 2007 | Mount Lemmon | Mount Lemmon Survey | —         | MPC                           |
| 424067     | 2007 CJ65  | 27 jan 2007 | Mount Lemmon | Mount Lemmon Survey | —         | MPC                           |
| 424068     | 2007 DL1   | 15 dez 2006 | Mount Lemmon | Mount Lemmon Survey | —         | MPC                           |
| 424069     | 2007 DV1   | 16 fev 2007 | Mount Lemmon | Mount Lemmon Survey | —         | MPC                           |
| 424070     | 2007 DB2   | 16 fev 2007 | Mount Lemmon | Mount Lemmon Survey | —         | MPC                           |
| 424071     | 2007 DA11  | 17 fev 2007 | Kitt Peak    | Spacewatch          | Phocaea   | MPC                           |
| 424072     | 2007 DF16  | 17 fev 2007 | Kitt Peak    | Spacewatch          | —         | MPC                           |
| 424073     | 2007 DY18  | 28 jan 2007 | Mount Lemmon | Mount Lemmon Survey | —         | MPC                           |
| 424074     | 2007 DA21  | 17 fev 2007 | Kitt Peak    | Spacewatch          | —         | MPC                           |
| 424075     | 2007 DZ22  | 27 jan 2007 | Mount Lemmon | Mount Lemmon Survey | —         | MPC                           |
| 424076     | 2007 DV27  | 17 fev 2007 | Kitt Peak    | Spacewatch          | —         | MPC                           |
| 424077     | 2007 DR30  | 17 fev 2007 | Kitt Peak    | Spacewatch          | —         | MPC                           |
| 424078     | 2007 DN31  | 17 fev 2007 | Kitt Peak    | Spacewatch          | —         | MPC                           |
| 424079     | 2007 DZ31  | 17 fev 2007 | Kitt Peak    | Spacewatch          | —         | MPC                           |
| 424080     | 2007 DU35  | 17 fev 2007 | Kitt Peak    | Spacewatch          | —         | MPC                           |
| 424081     | 2007 DS39  | 9 fev 2007  | Kitt Peak    | Spacewatch          | —         | MPC                           |
| 424082     | 2007 DY39  | 13 dez 2006 | Kitt Peak    | Spacewatch          | —         | MPC                           |
| 424083     | 2007 DR40  | 21 fev 2007 | Catalina     | CSS                 | —         | MPC                           |
| 424084     | 2007 DN48  | 28 jan 2007 | Mount Lemmon | Mount Lemmon Survey | —         | MPC                           |
| 424085     | 2007 DP53  | 19 fev 2007 | Mount Lemmon | Mount Lemmon Survey | —         | MPC                           |
| 424086     | 2007 DY71  | 21 fev 2007 | Kitt Peak    | Spacewatch          | —         | MPC                           |
| 424087     | 2007 DU73  | 21 fev 2007 | Kitt Peak    | Spacewatch          | —         | MPC                           |
| 424088     | 2007 DQ82  | 23 fev 2007 | Catalina     | CSS                 | Juno      | MPC                           |
| 424089     | 2007 DU103 | 25 fev 2007 | Mount Lemmon | Mount Lemmon Survey | —         | MPC                           |
| 424090     | 2007 DH104 | 26 fev 2007 | Catalina     | CSS                 | Juno      | MPC                           |
| 424091     | 2007 DO109 | 17 fev 2007 | Kitt Peak    | Spacewatch          | —         | MPC                           |
| 424092     | 2007 DW109 | 23 fev 2007 | Mount Lemmon | Mount Lemmon Survey | —         | MPC                           |
| 424093     | 2007 DF112 | 26 fev 2007 | Mount Lemmon | Mount Lemmon Survey | —         | MPC                           |
| 424094     | 2007 EC9   | 9 mar 2007  | Mount Lemmon | Mount Lemmon Survey | —         | MPC                           |
| 424095     | 2007 EP10  | 25 fev 2007 | Mount Lemmon | Mount Lemmon Survey | —         | MPC                           |
| 424096     | 2007 EJ11  | 8 fev 2007  | Kitt Peak    | Spacewatch          | —         | MPC                           |
| 424097     | 2007 EQ12  | 9 mar 2007  | Palomar      | NEAT                | —         | MPC                           |
| 424098     | 2007 EY12  | 17 fev 2007 | Kitt Peak    | Spacewatch          | —         | MPC                           |
| 424099     | 2007 EU16  | 9 mar 2007  | Kitt Peak    | Spacewatch          | —         | MPC                           |
| 424100     | 2007 EO19  | 10 mar 2007 | Mount Lemmon | Mount Lemmon Survey | —         | MPC                           |

## 424101–424200
| Designação       | Designação | Descoberta  | Descoberta    | Descobridor(es)     | Categoria | Mais informações / Referência |
| Permanente       | Provisória | Data        | Local         | Descobridor(es)     | Categoria | Mais informações / Referência |
| ---------------- | ---------- | ----------- | ------------- | ------------------- | --------- | ----------------------------- |
| 424101           | 2007 ER23  | 10 mar 2007 | Mount Lemmon  | Mount Lemmon Survey | —         | MPC                           |
| 424102           | 2007 EB27  | 11 mar 2007 | Altschwendt   | W. Ries             | —         | MPC                           |
| 424103           | 2007 EO27  | 28 ago 2005 | Kitt Peak     | Spacewatch          | —         | MPC                           |
| 424104           | 2007 ES43  | 9 mar 2007  | Kitt Peak     | Spacewatch          | —         | MPC                           |
| 424105           | 2007 EQ46  | 9 mar 2007  | Mount Lemmon  | Mount Lemmon Survey | —         | MPC                           |
| 424106           | 2007 EU60  | 9 fev 2007  | Kitt Peak     | Spacewatch          | —         | MPC                           |
| 424107           | 2007 EH66  | 10 mar 2007 | Kitt Peak     | Spacewatch          | —         | MPC                           |
| 424108           | 2007 EB72  | 10 mar 2007 | Kitt Peak     | Spacewatch          | —         | MPC                           |
| 424109           | 2007 EM83  | 12 mar 2007 | Kitt Peak     | Spacewatch          | —         | MPC                           |
| 424110           | 2007 EF91  | 9 mar 2007  | Mount Lemmon  | Mount Lemmon Survey | —         | MPC                           |
| 424111           | 2007 EZ92  | 10 mar 2007 | Mount Lemmon  | Mount Lemmon Survey | —         | MPC                           |
| 424112           | 2007 EP94  | 10 mar 2007 | Mount Lemmon  | Mount Lemmon Survey | —         | MPC                           |
| 424113           | 2007 ER97  | 11 mar 2007 | Kitt Peak     | Spacewatch          | —         | MPC                           |
| 424114           | 2007 EU102 | 11 mar 2007 | Kitt Peak     | Spacewatch          | —         | MPC                           |
| 424115           | 2007 EP107 | 11 mar 2007 | Kitt Peak     | Spacewatch          | —         | MPC                           |
| 424116           | 2007 EU111 | 11 mar 2007 | Kitt Peak     | Spacewatch          | —         | MPC                           |
| 424117           | 2007 EG113 | 27 jan 2007 | Mount Lemmon  | Mount Lemmon Survey | —         | MPC                           |
| 424118           | 2007 EL117 | 13 mar 2007 | Mount Lemmon  | Mount Lemmon Survey | Phocaea   | MPC                           |
| 424119           | 2007 EJ119 | 13 mar 2007 | Mount Lemmon  | Mount Lemmon Survey | —         | MPC                           |
| 424120           | 2007 ET119 | 13 mar 2007 | Mount Lemmon  | Mount Lemmon Survey | —         | MPC                           |
| 424121           | 2007 EB138 | 11 mar 2007 | Kitt Peak     | Spacewatch          | —         | MPC                           |
| 424122           | 2007 EP144 | 12 mar 2007 | Mount Lemmon  | Mount Lemmon Survey | —         | MPC                           |
| 424123           | 2007 EL147 | 26 fev 2007 | Mount Lemmon  | Mount Lemmon Survey | —         | MPC                           |
| 424124           | 2007 ER150 | 12 mar 2007 | Mount Lemmon  | Mount Lemmon Survey | —         | MPC                           |
| 424125           | 2007 ES172 | 14 mar 2007 | Kitt Peak     | Spacewatch          | —         | MPC                           |
| 424126           | 2007 EY175 | 14 mar 2007 | Kitt Peak     | Spacewatch          | —         | MPC                           |
| 424127           | 2007 EL178 | 14 mar 2007 | Kitt Peak     | Spacewatch          | —         | MPC                           |
| 424128           | 2007 EY187 | 15 mar 2007 | Catalina      | CSS                 | —         | MPC                           |
| 424129           | 2007 EY205 | 12 mar 2007 | Mount Lemmon  | Mount Lemmon Survey | —         | MPC                           |
| 424130           | 2007 EG221 | 14 mar 2007 | Mount Lemmon  | Mount Lemmon Survey | —         | MPC                           |
| 424131           | 2007 FZ    | 27 nov 2006 | Mount Lemmon  | Mount Lemmon Survey | —         | MPC                           |
| 424132           | 2007 FZ5   | 18 set 1995 | Kitt Peak     | Spacewatch          | —         | MPC                           |
| 424133           | 2007 FA13  | 19 mar 2007 | Catalina      | CSS                 | —         | MPC                           |
| 424134           | 2007 FK22  | 26 fev 2007 | Mount Lemmon  | Mount Lemmon Survey | —         | MPC                           |
| 424135           | 2007 FV23  | 20 mar 2007 | Kitt Peak     | Spacewatch          | —         | MPC                           |
| 424136           | 2007 FS27  | 20 mar 2007 | Mount Lemmon  | Mount Lemmon Survey | —         | MPC                           |
| 424137           | 2007 FU36  | 26 mar 2007 | Kitt Peak     | Spacewatch          | —         | MPC                           |
| 424138           | 2007 FN38  | 26 mar 2007 | Catalina      | CSS                 | Juno      | MPC                           |
| 424139           | 2007 FC41  | 20 mar 2007 | Anderson Mesa | LONEOS              | —         | MPC                           |
| 424140           | 2007 FL46  | 26 mar 2007 | Mount Lemmon  | Mount Lemmon Survey | —         | MPC                           |
| 424141           | 2007 GN    | 7 abr 2007  | Mount Lemmon  | Mount Lemmon Survey | —         | MPC                           |
| 424142           | 2007 GQ1   | 11 mar 2007 | Mount Lemmon  | Mount Lemmon Survey | —         | MPC                           |
| 424143           | 2007 GV2   | 7 abr 2007  | Mount Lemmon  | Mount Lemmon Survey | —         | MPC                           |
| 424144           | 2007 GM6   | 16 mar 2007 | Mount Lemmon  | Mount Lemmon Survey | —         | MPC                           |
| 424145           | 2007 GY14  | 11 abr 2007 | Catalina      | CSS                 | —         | MPC                           |
| 424146           | 2007 GC16  | 17 mar 2007 | Anderson Mesa | LONEOS              | —         | MPC                           |
| 424147           | 2007 GU16  | 11 abr 2007 | Kitt Peak     | Spacewatch          | —         | MPC                           |
| 424148           | 2007 GY22  | 11 abr 2007 | Mount Lemmon  | Mount Lemmon Survey | Eos       | MPC                           |
| 424149           | 2007 GR23  | 11 abr 2007 | Mount Lemmon  | Mount Lemmon Survey | —         | MPC                           |
| 424150           | 2007 GH28  | 25 fev 2007 | Mount Lemmon  | Mount Lemmon Survey | —         | MPC                           |
| 424151           | 2007 GF35  | 14 abr 2007 | Kitt Peak     | Spacewatch          | —         | MPC                           |
| 424152           | 2007 GH41  | 14 abr 2007 | Kitt Peak     | Spacewatch          | —         | MPC                           |
| 424153           | 2007 GY41  | 14 abr 2007 | Kitt Peak     | Spacewatch          | —         | MPC                           |
| 424154           | 2007 GW42  | 14 abr 2007 | Kitt Peak     | Spacewatch          | —         | MPC                           |
| 424155           | 2007 GT45  | 14 abr 2007 | Kitt Peak     | Spacewatch          | —         | MPC                           |
| 424156           | 2007 GP57  | 15 mar 2007 | Kitt Peak     | Spacewatch          | —         | MPC                           |
| 424157           | 2007 GY67  | 15 abr 2007 | Kitt Peak     | Spacewatch          | —         | MPC                           |
| 424158           | 2007 GX74  | 14 abr 2007 | Catalina      | CSS                 | —         | MPC                           |
| 424159           | 2007 HO5   | 14 abr 2007 | Kitt Peak     | Spacewatch          | —         | MPC                           |
| 424160           | 2007 HP5   | 26 fev 2007 | Mount Lemmon  | Mount Lemmon Survey | Phocaea   | MPC                           |
| 424161           | 2007 HG6   | 16 abr 2007 | Catalina      | CSS                 | —         | MPC                           |
| 424162           | 2007 HL14  | 19 abr 2007 | Kitt Peak     | Spacewatch          | —         | MPC                           |
| 424163           | 2007 HX21  | 18 abr 2007 | Kitt Peak     | Spacewatch          | —         | MPC                           |
| 424164           | 2007 HG23  | 18 abr 2007 | Kitt Peak     | Spacewatch          | —         | MPC                           |
| 424165           | 2007 HX36  | 19 abr 2007 | Kitt Peak     | Spacewatch          | —         | MPC                           |
| 424166           | 2007 HB40  | 20 abr 2007 | Mount Lemmon  | Mount Lemmon Survey | —         | MPC                           |
| 424167           | 2007 HR43  | 22 abr 2007 | Mount Lemmon  | Mount Lemmon Survey | —         | MPC                           |
| 424168           | 2007 HY43  | 22 abr 2007 | Mount Lemmon  | Mount Lemmon Survey | —         | MPC                           |
| 424169           | 2007 HO44  | 18 abr 2007 | Mount Lemmon  | Mount Lemmon Survey | —         | MPC                           |
| 424170           | 2007 HJ45  | 18 abr 2007 | Kitt Peak     | Spacewatch          | —         | MPC                           |
| 424171           | 2007 HC55  | 22 abr 2007 | Kitt Peak     | Spacewatch          | —         | MPC                           |
| 424172           | 2007 HQ57  | 22 abr 2007 | Mount Lemmon  | Mount Lemmon Survey | —         | MPC                           |
| 424173           | 2007 HY57  | 23 abr 2007 | Kitt Peak     | Spacewatch          | —         | MPC                           |
| 424174           | 2007 HX58  | 23 abr 2007 | Catalina      | CSS                 | —         | MPC                           |
| 424175           | 2007 HD74  | 22 abr 2007 | Kitt Peak     | Spacewatch          | —         | MPC                           |
| 424176           | 2007 HA77  | 23 abr 2007 | Kitt Peak     | Spacewatch          | —         | MPC                           |
| 424177           | 2007 HZ85  | 24 abr 2007 | Kitt Peak     | Spacewatch          | —         | MPC                           |
| 424178           | 2007 HZ94  | 19 abr 2007 | Mount Lemmon  | Mount Lemmon Survey | —         | MPC                           |
| 424179           | 2007 HX97  | 25 abr 2007 | Mount Lemmon  | Mount Lemmon Survey | —         | MPC                           |
| 424180           | 2007 JL    | 25 abr 2007 | Mount Lemmon  | Mount Lemmon Survey | —         | MPC                           |
| 424181           | 2007 JP    | 7 mai 2007  | Mount Lemmon  | Mount Lemmon Survey | —         | MPC                           |
| 424182           | 2007 JD3   | 25 abr 2007 | Kitt Peak     | Spacewatch          | Phocaea   | MPC                           |
| 424183           | 2007 JD8   | 18 abr 2007 | Mount Lemmon  | Mount Lemmon Survey | —         | MPC                           |
| 424184           | 2007 JX8   | 18 out 2003 | Kitt Peak     | Spacewatch          | —         | MPC                           |
| 424185           | 2007 JB11  | 18 abr 2007 | Mount Lemmon  | Mount Lemmon Survey | —         | MPC                           |
| 424186           | 2007 JU19  | 16 abr 2007 | Catalina      | CSS                 | —         | MPC                           |
| 424187           | 2007 JT21  | 14 abr 2007 | Kitt Peak     | Spacewatch          | —         | MPC                           |
| 424188           | 2007 JN22  | 10 mai 2007 | Mount Lemmon  | Mount Lemmon Survey | —         | MPC                           |
| 424189           | 2007 JD24  | 24 abr 2007 | Mount Lemmon  | Mount Lemmon Survey | —         | MPC                           |
| 424190           | 2007 JF28  | 15 abr 2007 | Kitt Peak     | Spacewatch          | —         | MPC                           |
| 424191           | 2007 JF40  | 15 abr 2007 | Catalina      | CSS                 | —         | MPC                           |
| 424192           | 2007 JB43  | 15 mar 2007 | Mount Lemmon  | Mount Lemmon Survey | —         | MPC                           |
| 424193           | 2007 JR45  | 11 mai 2007 | Mount Lemmon  | Mount Lemmon Survey | Brangane  | MPC                           |
| 424194           | 2007 LJ2   | 7 jun 2007  | Kitt Peak     | Spacewatch          | —         | MPC                           |
| 424195           | 2007 LN12  | 9 jun 2007  | Kitt Peak     | Spacewatch          | —         | MPC                           |
| 424196           | 2007 LX15  | 11 mai 2007 | Kitt Peak     | Spacewatch          | —         | MPC                           |
| 424197           | 2007 LG32  | 15 jun 2007 | Kitt Peak     | Spacewatch          | —         | MPC                           |
| 424198           | 2007 LX37  | 10 jun 2007 | Siding Spring | SSS                 | —         | MPC                           |
| 424199           | 2007 MY6   | 16 abr 2007 | Catalina      | CSS                 | —         | MPC                           |
| 424200 Tonicelia | 2007 NV1   | 12 jul 2007 | La Sagra      | Mallorca Obs.       | —         | MPC                           |

## 424201–424300
| Designação | Designação | Descoberta  | Descoberta        | Descobridor(es)     | Categoria | Mais informações / Referência |
| Permanente | Provisória | Data        | Local             | Descobridor(es)     | Categoria | Mais informações / Referência |
| ---------- | ---------- | ----------- | ----------------- | ------------------- | --------- | ----------------------------- |
| 424201     | 2007 OH7   | 18 jul 2007 | Catalina          | CSS                 | —         | MPC                           |
| 424202     | 2007 PU9   | 9 ago 2007  | Socorro           | LINEAR              | —         | MPC                           |
| 424203     | 2007 PA25  | 6 ago 2007  | Reedy Creek       | J. Broughton        | —         | MPC                           |
| 424204     | 2007 PP27  | 14 ago 2007 | Altschwendt       | W. Ries             | —         | MPC                           |
| 424205     | 2007 PJ32  | 8 ago 2007  | Socorro           | LINEAR              | —         | MPC                           |
| 424206     | 2007 PB33  | 9 ago 2007  | Socorro           | LINEAR              | —         | MPC                           |
| 424207     | 2007 PL42  | 9 ago 2007  | Socorro           | LINEAR              | —         | MPC                           |
| 424208     | 2007 QY    | 17 ago 2007 | Bisei SG Center   | BATTeRS             | —         | MPC                           |
| 424209     | 2007 QL10  | 23 ago 2007 | Kitt Peak         | Spacewatch          | —         | MPC                           |
| 424210     | 2007 QK16  | 23 ago 2007 | Kitt Peak         | Spacewatch          | —         | MPC                           |
| 424211     | 2007 QY17  | 24 ago 2007 | Kitt Peak         | Spacewatch          | —         | MPC                           |
| 424212     | 2007 RN4   | 3 set 2007  | Catalina          | CSS                 | —         | MPC                           |
| 424213     | 2007 RM10  | 3 set 2007  | Catalina          | CSS                 | —         | MPC                           |
| 424214     | 2007 RF36  | 8 set 2007  | Anderson Mesa     | LONEOS              | —         | MPC                           |
| 424215     | 2007 RH39  | 8 set 2007  | Mount Lemmon      | Mount Lemmon Survey | —         | MPC                           |
| 424216     | 2007 RQ50  | 7 mai 2005  | Mount Lemmon      | Mount Lemmon Survey | —         | MPC                           |
| 424217     | 2007 RO70  | 10 set 2007 | Kitt Peak         | Spacewatch          | —         | MPC                           |
| 424218     | 2007 RP80  | 10 set 2007 | Mount Lemmon      | Mount Lemmon Survey | —         | MPC                           |
| 424219     | 2007 RG92  | 10 set 2007 | Mount Lemmon      | Mount Lemmon Survey | —         | MPC                           |
| 424220     | 2007 RR93  | 10 set 2007 | Kitt Peak         | Spacewatch          | —         | MPC                           |
| 424221     | 2007 RN103 | 11 set 2007 | Catalina          | CSS                 | —         | MPC                           |
| 424222     | 2007 RS105 | 11 set 2007 | Catalina          | CSS                 | —         | MPC                           |
| 424223     | 2007 RM111 | 11 set 2007 | Kitt Peak         | Spacewatch          | —         | MPC                           |
| 424224     | 2007 RT128 | 11 mar 2005 | Kitt Peak         | Spacewatch          | —         | MPC                           |
| 424225     | 2007 RY140 | 12 set 2007 | Anderson Mesa     | LONEOS              | —         | MPC                           |
| 424226     | 2007 RR141 | 13 set 2007 | Socorro           | LINEAR              | —         | MPC                           |
| 424227     | 2007 RK143 | 14 set 2007 | Socorro           | LINEAR              | —         | MPC                           |
| 424228     | 2007 RU146 | 11 set 2007 | Catalina          | CSS                 | —         | MPC                           |
| 424229     | 2007 RH150 | 14 set 2007 | Catalina          | CSS                 | —         | MPC                           |
| 424230     | 2007 RL158 | 12 set 2007 | Catalina          | CSS                 | —         | MPC                           |
| 424231     | 2007 RQ164 | 10 set 2007 | Kitt Peak         | Spacewatch          | —         | MPC                           |
| 424232     | 2007 RX169 | 10 set 2007 | Kitt Peak         | Spacewatch          | Brangane  | MPC                           |
| 424233     | 2007 RA170 | 10 set 2007 | Kitt Peak         | Spacewatch          | —         | MPC                           |
| 424234     | 2007 RG170 | 10 ago 2007 | Kitt Peak         | Spacewatch          | —         | MPC                           |
| 424235     | 2007 RR181 | 11 set 2007 | Catalina          | CSS                 | —         | MPC                           |
| 424236     | 2007 RQ194 | 12 set 2007 | Kitt Peak         | Spacewatch          | —         | MPC                           |
| 424237     | 2007 RV198 | 13 set 2007 | Catalina          | CSS                 | —         | MPC                           |
| 424238     | 2007 RZ198 | 13 set 2007 | Catalina          | CSS                 | —         | MPC                           |
| 424239     | 2007 RB201 | 13 set 2007 | Kitt Peak         | Spacewatch          | —         | MPC                           |
| 424240     | 2007 RV205 | 10 set 2007 | Kitt Peak         | Spacewatch          | —         | MPC                           |
| 424241     | 2007 RN206 | 10 set 2007 | Kitt Peak         | Spacewatch          | —         | MPC                           |
| 424242     | 2007 RW214 | 12 set 2007 | Kitt Peak         | Spacewatch          | —         | MPC                           |
| 424243     | 2007 RP217 | 13 set 2007 | Kitt Peak         | Spacewatch          | —         | MPC                           |
| 424244     | 2007 RJ233 | 12 set 2007 | Catalina          | CSS                 | —         | MPC                           |
| 424245     | 2007 RA253 | 13 set 2007 | Mount Lemmon      | Mount Lemmon Survey | Brangane  | MPC                           |
| 424246     | 2007 RD255 | 10 set 2007 | Kitt Peak         | Spacewatch          | —         | MPC                           |
| 424247     | 2007 RC257 | 14 set 2007 | Catalina          | CSS                 | —         | MPC                           |
| 424248     | 2007 RK268 | 15 set 2007 | Kitt Peak         | Spacewatch          | —         | MPC                           |
| 424249     | 2007 RN275 | 6 set 2007  | Siding Spring     | SSS                 | —         | MPC                           |
| 424250     | 2007 RW283 | 8 set 2007  | Anderson Mesa     | LONEOS              | —         | MPC                           |
| 424251     | 2007 RK286 | 3 set 2007  | Catalina          | CSS                 | —         | MPC                           |
| 424252     | 2007 RP287 | 9 set 2007  | Kitt Peak         | Spacewatch          | —         | MPC                           |
| 424253     | 2007 RG299 | 15 set 2007 | Kitt Peak         | Spacewatch          | —         | MPC                           |
| 424254     | 2007 RL299 | 12 set 2007 | Catalina          | CSS                 | —         | MPC                           |
| 424255     | 2007 RV302 | 12 set 2007 | Mount Lemmon      | Mount Lemmon Survey | —         | MPC                           |
| 424256     | 2007 RM316 | 9 set 2007  | Kitt Peak         | Spacewatch          | —         | MPC                           |
| 424257     | 2007 RH320 | 13 set 2007 | Socorro           | LINEAR              | —         | MPC                           |
| 424258     | 2007 RD322 | 10 set 2007 | Kitt Peak         | Spacewatch          | —         | MPC                           |
| 424259     | 2007 SY1   | 19 set 2007 | Altschwendt       | W. Ries             | —         | MPC                           |
| 424260     | 2007 SQ8   | 18 set 2007 | Kitt Peak         | Spacewatch          | —         | MPC                           |
| 424261     | 2007 SK9   | 10 set 2007 | Kitt Peak         | Spacewatch          | —         | MPC                           |
| 424262     | 2007 ST12  | 19 set 2007 | Kitt Peak         | Spacewatch          | —         | MPC                           |
| 424263     | 2007 SY12  | 9 set 2007  | Kitt Peak         | Spacewatch          | —         | MPC                           |
| 424264     | 2007 SD14  | 20 set 2007 | Catalina          | CSS                 | Flora     | MPC                           |
| 424265     | 2007 SW15  | 30 set 2007 | Kitt Peak         | Spacewatch          | —         | MPC                           |
| 424266     | 2007 TW3   | 5 out 2007  | Pla D'Arguines    | R. Ferrando         | —         | MPC                           |
| 424267     | 2007 TG4   | 9 set 2007  | Mount Lemmon      | Mount Lemmon Survey | Brangane  | MPC                           |
| 424268     | 2007 TV15  | 5 out 2007  | Kitt Peak         | Spacewatch          | —         | MPC                           |
| 424269     | 2007 TO24  | 25 out 1997 | Kitt Peak         | Spacewatch          | —         | MPC                           |
| 424270     | 2007 TH27  | 4 out 2007  | Kitt Peak         | Spacewatch          | —         | MPC                           |
| 424271     | 2007 TE36  | 3 out 2007  | Purple Mountain   | PMO NEO             | —         | MPC                           |
| 424272     | 2007 TB55  | 4 out 2007  | Kitt Peak         | Spacewatch          | Brangane  | MPC                           |
| 424273     | 2007 TN59  | 10 set 2007 | Kitt Peak         | Spacewatch          | —         | MPC                           |
| 424274     | 2007 TU74  | 15 out 2007 | Bisei SG Center   | BATTeRS             | —         | MPC                           |
| 424275     | 2007 TG84  | 12 set 2007 | Mount Lemmon      | Mount Lemmon Survey | —         | MPC                           |
| 424276     | 2007 TT90  | 8 out 2007  | Mount Lemmon      | Mount Lemmon Survey | —         | MPC                           |
| 424277     | 2007 TF101 | 12 set 2007 | Mount Lemmon      | Mount Lemmon Survey | —         | MPC                           |
| 424278     | 2007 TQ101 | 8 out 2007  | Mount Lemmon      | Mount Lemmon Survey | —         | MPC                           |
| 424279     | 2007 TF102 | 8 out 2007  | Mount Lemmon      | Mount Lemmon Survey | —         | MPC                           |
| 424280     | 2007 TG116 | 8 out 2007  | Purple Mountain   | PMO NEO             | —         | MPC                           |
| 424281     | 2007 TH120 | 9 out 2007  | Lulin Observatory | LUSS                | —         | MPC                           |
| 424282     | 2007 TG124 | 6 out 2007  | Kitt Peak         | Spacewatch          | —         | MPC                           |
| 424283     | 2007 TA131 | 7 out 2007  | Mount Lemmon      | Mount Lemmon Survey | —         | MPC                           |
| 424284     | 2007 TO131 | 7 out 2007  | Mount Lemmon      | Mount Lemmon Survey | —         | MPC                           |
| 424285     | 2007 TQ132 | 7 out 2007  | Mount Lemmon      | Mount Lemmon Survey | —         | MPC                           |
| 424286     | 2007 TP135 | 24 ago 2007 | Kitt Peak         | Spacewatch          | —         | MPC                           |
| 424287     | 2007 TU142 | 14 out 2007 | Dauban            | Chante-Perdrix Obs. | —         | MPC                           |
| 424288     | 2007 TH144 | 11 set 2007 | Mount Lemmon      | Mount Lemmon Survey | Brangane  | MPC                           |
| 424289     | 2007 TT159 | 10 set 2007 | Catalina          | CSS                 | —         | MPC                           |
| 424290     | 2007 TC161 | 11 out 2007 | Dauban            | Chante-Perdrix Obs. | Brangane  | MPC                           |
| 424291     | 2007 TJ167 | 12 out 2007 | Socorro           | LINEAR              | —         | MPC                           |
| 424292     | 2007 TW170 | 12 out 2007 | Dauban            | Chante-Perdrix Obs. | —         | MPC                           |
| 424293     | 2007 TW213 | 7 out 2007  | Kitt Peak         | Spacewatch          | —         | MPC                           |
| 424294     | 2007 TG220 | 13 set 2007 | Mount Lemmon      | Mount Lemmon Survey | —         | MPC                           |
| 424295     | 2007 TC243 | 8 out 2007  | Catalina          | CSS                 | —         | MPC                           |
| 424296     | 2007 TY254 | 9 out 2007  | Mount Lemmon      | Mount Lemmon Survey | —         | MPC                           |
| 424297     | 2007 TH256 | 10 out 2007 | Kitt Peak         | Spacewatch          | —         | MPC                           |
| 424298     | 2007 TV263 | 11 out 2007 | Kitt Peak         | Spacewatch          | —         | MPC                           |
| 424299     | 2007 TG264 | 11 out 2007 | Kitt Peak         | Spacewatch          | —         | MPC                           |
| 424300     | 2007 TW266 | 9 out 2007  | Kitt Peak         | Spacewatch          | —         | MPC                           |

## 424301–424400
| Designação | Designação | Descoberta  | Descoberta      | Descobridor(es)     | Categoria | Mais informações / Referência |
| Permanente | Provisória | Data        | Local           | Descobridor(es)     | Categoria | Mais informações / Referência |
| ---------- | ---------- | ----------- | --------------- | ------------------- | --------- | ----------------------------- |
| 424301     | 2007 TH269 | 9 out 2007  | Kitt Peak       | Spacewatch          | —         | MPC                           |
| 424302     | 2007 TB273 | 9 out 2007  | Kitt Peak       | Spacewatch          | —         | MPC                           |
| 424303     | 2007 TH285 | 9 out 2007  | Mount Lemmon    | Mount Lemmon Survey | —         | MPC                           |
| 424304     | 2007 TP285 | 9 out 2007  | Mount Lemmon    | Mount Lemmon Survey | Brangane  | MPC                           |
| 424305     | 2007 TH289 | 11 out 2007 | Mount Lemmon    | Mount Lemmon Survey | —         | MPC                           |
| 424306     | 2007 TH296 | 10 out 2007 | Mount Lemmon    | Mount Lemmon Survey | —         | MPC                           |
| 424307     | 2007 TG314 | 11 out 2007 | Mount Lemmon    | Mount Lemmon Survey | —         | MPC                           |
| 424308     | 2007 TF315 | 4 out 2007  | Kitt Peak       | Spacewatch          | —         | MPC                           |
| 424309     | 2007 TQ317 | 12 out 2007 | Kitt Peak       | Spacewatch          | —         | MPC                           |
| 424310     | 2007 TG324 | 25 set 2007 | Mount Lemmon    | Mount Lemmon Survey | —         | MPC                           |
| 424311     | 2007 TG335 | 11 out 2007 | Kitt Peak       | Spacewatch          | —         | MPC                           |
| 424312     | 2007 TW363 | 14 out 2007 | Mount Lemmon    | Mount Lemmon Survey | —         | MPC                           |
| 424313     | 2007 TH370 | 12 out 2007 | Anderson Mesa   | LONEOS              | —         | MPC                           |
| 424314     | 2007 TP372 | 13 out 2007 | Anderson Mesa   | LONEOS              | —         | MPC                           |
| 424315     | 2007 TP404 | 15 out 2007 | Kitt Peak       | Spacewatch          | —         | MPC                           |
| 424316     | 2007 TN414 | 10 out 2007 | Catalina        | CSS                 | —         | MPC                           |
| 424317     | 2007 TY427 | 10 out 2007 | Kitt Peak       | Spacewatch          | —         | MPC                           |
| 424318     | 2007 TK430 | 9 out 2007  | Kitt Peak       | Spacewatch          | —         | MPC                           |
| 424319     | 2007 TC432 | 4 out 2007  | Mount Lemmon    | Mount Lemmon Survey | —         | MPC                           |
| 424320     | 2007 TZ432 | 8 out 2007  | Catalina        | CSS                 | —         | MPC                           |
| 424321     | 2007 TM446 | 9 out 2007  | Kitt Peak       | Spacewatch          | —         | MPC                           |
| 424322     | 2007 UR12  | 16 out 2007 | Catalina        | CSS                 | —         | MPC                           |
| 424323     | 2007 UG15  | 18 out 2007 | Mount Lemmon    | Mount Lemmon Survey | —         | MPC                           |
| 424324     | 2007 UM15  | 18 out 2007 | Mount Lemmon    | Mount Lemmon Survey | —         | MPC                           |
| 424325     | 2007 UC33  | 16 out 2007 | Catalina        | CSS                 | —         | MPC                           |
| 424326     | 2007 UL38  | 18 set 2007 | Catalina        | CSS                 | —         | MPC                           |
| 424327     | 2007 UW43  | 14 set 2007 | Mount Lemmon    | Mount Lemmon Survey | —         | MPC                           |
| 424328     | 2007 UG57  | 30 out 2007 | Mount Lemmon    | Mount Lemmon Survey | —         | MPC                           |
| 424329     | 2007 UJ57  | 30 out 2007 | Mount Lemmon    | Mount Lemmon Survey | —         | MPC                           |
| 424330     | 2007 UH58  | 12 abr 2005 | Mount Lemmon    | Mount Lemmon Survey | —         | MPC                           |
| 424331     | 2007 UY62  | 13 set 2007 | Mount Lemmon    | Mount Lemmon Survey | —         | MPC                           |
| 424332     | 2007 UK81  | 12 set 2007 | Mount Lemmon    | Mount Lemmon Survey | —         | MPC                           |
| 424333     | 2007 UE99  | 30 out 2007 | Kitt Peak       | Spacewatch          | —         | MPC                           |
| 424334     | 2007 UU99  | 30 out 2007 | Kitt Peak       | Spacewatch          | —         | MPC                           |
| 424335     | 2007 UE102 | 30 out 2007 | Kitt Peak       | Spacewatch          | Brangane  | MPC                           |
| 424336     | 2007 UW103 | 30 out 2007 | Kitt Peak       | Spacewatch          | —         | MPC                           |
| 424337     | 2007 UM105 | 24 out 2007 | Mount Lemmon    | Mount Lemmon Survey | Flora     | MPC                           |
| 424338     | 2007 UG116 | 31 out 2007 | Kitt Peak       | Spacewatch          | —         | MPC                           |
| 424339     | 2007 UZ116 | 30 out 2007 | Mount Lemmon    | Mount Lemmon Survey | —         | MPC                           |
| 424340     | 2007 UA121 | 30 out 2007 | Mount Lemmon    | Mount Lemmon Survey | —         | MPC                           |
| 424341     | 2007 UD131 | 20 out 2007 | Mount Lemmon    | Mount Lemmon Survey | Brangane  | MPC                           |
| 424342     | 2007 UL135 | 20 out 2007 | Kitt Peak       | Spacewatch          | —         | MPC                           |
| 424343     | 2007 UL136 | 19 out 2007 | Catalina        | CSS                 | —         | MPC                           |
| 424344     | 2007 VX23  | 2 nov 2007  | Mount Lemmon    | Mount Lemmon Survey | —         | MPC                           |
| 424345     | 2007 VY48  | 1 nov 2007  | Kitt Peak       | Spacewatch          | —         | MPC                           |
| 424346     | 2007 VP49  | 20 nov 2004 | Kitt Peak       | Spacewatch          | —         | MPC                           |
| 424347     | 2007 VU50  | 1 nov 2007  | Kitt Peak       | Spacewatch          | —         | MPC                           |
| 424348     | 2007 VO52  | 20 out 2007 | Mount Lemmon    | Mount Lemmon Survey | —         | MPC                           |
| 424349     | 2007 VX61  | 1 nov 2007  | Kitt Peak       | Spacewatch          | —         | MPC                           |
| 424350     | 2007 VR79  | 3 nov 2007  | Kitt Peak       | Spacewatch          | —         | MPC                           |
| 424351     | 2007 VS114 | 3 nov 2007  | Kitt Peak       | Spacewatch          | —         | MPC                           |
| 424352     | 2007 VJ120 | 14 set 2007 | Mount Lemmon    | Mount Lemmon Survey | —         | MPC                           |
| 424353     | 2007 VX127 | 1 nov 2007  | Mount Lemmon    | Mount Lemmon Survey | —         | MPC                           |
| 424354     | 2007 VA129 | 1 nov 2007  | Mount Lemmon    | Mount Lemmon Survey | —         | MPC                           |
| 424355     | 2007 VU145 | 4 nov 2007  | Kitt Peak       | Spacewatch          | —         | MPC                           |
| 424356     | 2007 VE146 | 4 nov 2007  | Kitt Peak       | Spacewatch          | —         | MPC                           |
| 424357     | 2007 VM151 | 7 nov 2007  | Kitt Peak       | Spacewatch          | —         | MPC                           |
| 424358     | 2007 VQ159 | 5 nov 2007  | Kitt Peak       | Spacewatch          | —         | MPC                           |
| 424359     | 2007 VE165 | 5 nov 2007  | Kitt Peak       | Spacewatch          | —         | MPC                           |
| 424360     | 2007 VA180 | 12 out 2007 | Kitt Peak       | Spacewatch          | —         | MPC                           |
| 424361     | 2007 VF181 | 7 nov 2007  | Catalina        | CSS                 | —         | MPC                           |
| 424362     | 2007 VT185 | 9 nov 2007  | Mount Lemmon    | Mount Lemmon Survey | —         | MPC                           |
| 424363     | 2007 VB189 | 13 nov 2007 | Bisei SG Center | BATTeRS             | —         | MPC                           |
| 424364     | 2007 VW197 | 8 nov 2007  | Mount Lemmon    | Mount Lemmon Survey | —         | MPC                           |
| 424365     | 2007 VC220 | 9 nov 2007  | Kitt Peak       | Spacewatch          | —         | MPC                           |
| 424366     | 2007 VE229 | 7 nov 2007  | Kitt Peak       | Spacewatch          | Ursula    | MPC                           |
| 424367     | 2007 VD238 | 9 out 2007  | Kitt Peak       | Spacewatch          | —         | MPC                           |
| 424368     | 2007 VB244 | 2 nov 2007  | Kitt Peak       | Spacewatch          | —         | MPC                           |
| 424369     | 2007 VQ250 | 8 nov 2007  | Mount Lemmon    | Mount Lemmon Survey | —         | MPC                           |
| 424370     | 2007 VC256 | 13 nov 2007 | Mount Lemmon    | Mount Lemmon Survey | —         | MPC                           |
| 424371     | 2007 VU257 | 15 nov 2007 | Anderson Mesa   | LONEOS              | —         | MPC                           |
| 424372     | 2007 VT268 | 12 nov 2007 | Socorro         | LINEAR              | —         | MPC                           |
| 424373     | 2007 VY280 | 14 nov 2007 | Kitt Peak       | Spacewatch          | —         | MPC                           |
| 424374     | 2007 VW305 | 5 nov 2007  | Mount Lemmon    | Mount Lemmon Survey | —         | MPC                           |
| 424375     | 2007 VZ311 | 1 nov 2007  | Kitt Peak       | Spacewatch          | —         | MPC                           |
| 424376     | 2007 VQ326 | 4 nov 2007  | Kitt Peak       | Spacewatch          | —         | MPC                           |
| 424377     | 2007 WF4   | 18 nov 2007 | Socorro         | LINEAR              | —         | MPC                           |
| 424378     | 2007 WY6   | 18 nov 2007 | Socorro         | LINEAR              | —         | MPC                           |
| 424379     | 2007 WA11  | 17 nov 2007 | Catalina        | CSS                 | —         | MPC                           |
| 424380     | 2007 WO15  | 15 set 2007 | Mount Lemmon    | Mount Lemmon Survey | —         | MPC                           |
| 424381     | 2007 WO16  | 7 mar 1995  | Kitt Peak       | Spacewatch          | —         | MPC                           |
| 424382     | 2007 WC35  | 19 nov 2007 | Mount Lemmon    | Mount Lemmon Survey | —         | MPC                           |
| 424383     | 2007 WY39  | 7 nov 2007  | Catalina        | CSS                 | Flora     | MPC                           |
| 424384     | 2007 WV48  | 20 nov 2007 | Mount Lemmon    | Mount Lemmon Survey | —         | MPC                           |
| 424385     | 2007 WB53  | 5 nov 2007  | Kitt Peak       | Spacewatch          | —         | MPC                           |
| 424386     | 2007 WU61  | 18 dez 2004 | Mount Lemmon    | Mount Lemmon Survey | —         | MPC                           |
| 424387     | 2007 XX10  | 4 dez 2007  | Catalina        | CSS                 | —         | MPC                           |
| 424388     | 2007 XY15  | 8 dez 2007  | La Sagra        | Mallorca Obs.       | —         | MPC                           |
| 424389     | 2007 XS19  | 12 dez 2007 | Socorro         | LINEAR              | —         | MPC                           |
| 424390     | 2007 XW41  | 5 dez 2007  | Kitt Peak       | Spacewatch          | —         | MPC                           |
| 424391     | 2007 XO54  | 14 dez 2007 | Mount Lemmon    | Mount Lemmon Survey | —         | MPC                           |
| 424392     | 2007 YJ    | 16 dez 2007 | Mount Lemmon    | Mount Lemmon Survey | —         | MPC                           |
| 424393     | 2007 YP27  | 7 nov 2007  | Mount Lemmon    | Mount Lemmon Survey | —         | MPC                           |
| 424394     | 2007 YW31  | 5 dez 2007  | Kitt Peak       | Spacewatch          | —         | MPC                           |
| 424395     | 2007 YG62  | 30 dez 2007 | Mount Lemmon    | Mount Lemmon Survey | —         | MPC                           |
| 424396     | 2007 YT64  | 19 dez 2007 | Mount Lemmon    | Mount Lemmon Survey | Flora     | MPC                           |
| 424397     | 2007 YM67  | 16 dez 2007 | Mount Lemmon    | Mount Lemmon Survey | Flora     | MPC                           |
| 424398     | 2007 YV67  | 18 dez 2007 | Kitt Peak       | Spacewatch          | —         | MPC                           |
| 424399     | 2007 YX71  | 18 dez 2007 | Kitt Peak       | Spacewatch          | —         | MPC                           |
| 424400     | 2007 YP72  | 18 dez 2007 | Mount Lemmon    | Mount Lemmon Survey | —         | MPC                           |

## 424401–424500
| Designação | Designação | Descoberta  | Descoberta   | Descobridor(es)     | Categoria | Mais informações / Referência |
| Permanente | Provisória | Data        | Local        | Descobridor(es)     | Categoria | Mais informações / Referência |
| ---------- | ---------- | ----------- | ------------ | ------------------- | --------- | ----------------------------- |
| 424401     | 2008 AB9   | 15 dez 2007 | Mount Lemmon | Mount Lemmon Survey | —         | MPC                           |
| 424402     | 2008 AT9   | 10 jan 2008 | Mount Lemmon | Mount Lemmon Survey | —         | MPC                           |
| 424403     | 2008 AL23  | 10 jan 2008 | Mount Lemmon | Mount Lemmon Survey | —         | MPC                           |
| 424404     | 2008 AK25  | 10 jan 2008 | Mount Lemmon | Mount Lemmon Survey | —         | MPC                           |
| 424405     | 2008 AT25  | 10 jan 2008 | Mount Lemmon | Mount Lemmon Survey | —         | MPC                           |
| 424406     | 2008 AS26  | 10 jan 2008 | Kitt Peak    | Spacewatch          | —         | MPC                           |
| 424407     | 2008 AP27  | 10 jan 2008 | Mount Lemmon | Mount Lemmon Survey | —         | MPC                           |
| 424408     | 2008 AG34  | 10 jan 2008 | Kitt Peak    | Spacewatch          | —         | MPC                           |
| 424409     | 2008 AR38  | 10 jan 2008 | Kitt Peak    | Spacewatch          | —         | MPC                           |
| 424410     | 2008 AZ39  | 10 jan 2008 | Mount Lemmon | Mount Lemmon Survey | —         | MPC                           |
| 424411     | 2008 AW42  | 10 jan 2008 | Catalina     | CSS                 | —         | MPC                           |
| 424412     | 2008 AN57  | 30 dez 2007 | Mount Lemmon | Mount Lemmon Survey | —         | MPC                           |
| 424413     | 2008 AJ60  | 11 jan 2008 | Kitt Peak    | Spacewatch          | —         | MPC                           |
| 424414     | 2008 AK67  | 11 jan 2008 | Kitt Peak    | Spacewatch          | Flora     | MPC                           |
| 424415     | 2008 AN77  | 12 jan 2008 | Kitt Peak    | Spacewatch          | —         | MPC                           |
| 424416     | 2008 AH80  | 12 jan 2008 | Kitt Peak    | Spacewatch          | —         | MPC                           |
| 424417     | 2008 AQ84  | 13 jan 2008 | Kitt Peak    | Spacewatch          | —         | MPC                           |
| 424418     | 2008 AP86  | 11 jan 2008 | Jornada      | D. S. Dixon         | —         | MPC                           |
| 424419     | 2008 AS90  | 30 dez 2007 | Kitt Peak    | Spacewatch          | —         | MPC                           |
| 424420     | 2008 AL92  | 1 jan 2008  | Kitt Peak    | Spacewatch          | —         | MPC                           |
| 424421     | 2008 AR93  | 14 jan 2008 | Kitt Peak    | Spacewatch          | —         | MPC                           |
| 424422     | 2008 AD109 | 30 dez 2007 | Kitt Peak    | Spacewatch          | —         | MPC                           |
| 424423     | 2008 AW114 | 10 jan 2008 | Mount Lemmon | Mount Lemmon Survey | —         | MPC                           |
| 424424     | 2008 AA128 | 11 jan 2008 | Mount Lemmon | Mount Lemmon Survey | —         | MPC                           |
| 424425     | 2008 BZ19  | 30 jan 2008 | Kitt Peak    | Spacewatch          | —         | MPC                           |
| 424426     | 2008 BS33  | 30 jan 2008 | Kitt Peak    | Spacewatch          | —         | MPC                           |
| 424427     | 2008 BW33  | 30 jan 2008 | Catalina     | CSS                 | —         | MPC                           |
| 424428     | 2008 BJ35  | 30 jan 2008 | Kitt Peak    | Spacewatch          | —         | MPC                           |
| 424429     | 2008 BG38  | 31 jan 2008 | Mount Lemmon | Mount Lemmon Survey | —         | MPC                           |
| 424430     | 2008 BF46  | 30 jan 2008 | Mount Lemmon | Mount Lemmon Survey | —         | MPC                           |
| 424431     | 2008 BW46  | 30 jan 2008 | Kitt Peak    | Spacewatch          | Mitidika  | MPC                           |
| 424432     | 2008 BH47  | 20 jan 2008 | Mount Lemmon | Mount Lemmon Survey | —         | MPC                           |
| 424433     | 2008 CU5   | 6 fev 2008  | Socorro      | LINEAR              | —         | MPC                           |
| 424434     | 2008 CB7   | 1 fev 2008  | Kitt Peak    | Spacewatch          | —         | MPC                           |
| 424435     | 2008 CE11  | 3 fev 2008  | Kitt Peak    | Spacewatch          | —         | MPC                           |
| 424436     | 2008 CG15  | 3 fev 2008  | Kitt Peak    | Spacewatch          | —         | MPC                           |
| 424437     | 2008 CP15  | 3 fev 2008  | Kitt Peak    | Spacewatch          | —         | MPC                           |
| 424438     | 2008 CU15  | 3 fev 2008  | Kitt Peak    | Spacewatch          | —         | MPC                           |
| 424439     | 2008 CE18  | 12 jan 2008 | Kitt Peak    | Spacewatch          | —         | MPC                           |
| 424440     | 2008 CR23  | 1 fev 2008  | Kitt Peak    | Spacewatch          | —         | MPC                           |
| 424441     | 2008 CL24  | 31 dez 2007 | Mount Lemmon | Mount Lemmon Survey | —         | MPC                           |
| 424442     | 2008 CQ36  | 2 fev 2008  | Kitt Peak    | Spacewatch          | —         | MPC                           |
| 424443     | 2008 CE39  | 3 set 1999  | Kitt Peak    | Spacewatch          | —         | MPC                           |
| 424444     | 2008 CL40  | 2 fev 2008  | Mount Lemmon | Mount Lemmon Survey | Mitidika  | MPC                           |
| 424445     | 2008 CA43  | 2 fev 2008  | Kitt Peak    | Spacewatch          | —         | MPC                           |
| 424446     | 2008 CK44  | 2 fev 2008  | Kitt Peak    | Spacewatch          | —         | MPC                           |
| 424447     | 2008 CQ61  | 7 fev 2008  | Kitt Peak    | Spacewatch          | —         | MPC                           |
| 424448     | 2008 CU62  | 8 fev 2008  | Kitt Peak    | Spacewatch          | —         | MPC                           |
| 424449     | 2008 CC68  | 8 fev 2008  | Mount Lemmon | Mount Lemmon Survey | —         | MPC                           |
| 424450     | 2008 CE77  | 30 jan 2008 | Catalina     | CSS                 | —         | MPC                           |
| 424451     | 2008 CH77  | 6 fev 2008  | Catalina     | CSS                 | —         | MPC                           |
| 424452     | 2008 CY80  | 7 fev 2008  | Kitt Peak    | Spacewatch          | —         | MPC                           |
| 424453     | 2008 CW83  | 7 fev 2008  | Kitt Peak    | Spacewatch          | —         | MPC                           |
| 424454     | 2008 CO86  | 7 fev 2008  | Mount Lemmon | Mount Lemmon Survey | —         | MPC                           |
| 424455     | 2008 CF89  | 7 fev 2008  | Mount Lemmon | Mount Lemmon Survey | —         | MPC                           |
| 424456     | 2008 CC92  | 8 fev 2008  | Kitt Peak    | Spacewatch          | —         | MPC                           |
| 424457     | 2008 CQ92  | 8 fev 2008  | Kitt Peak    | Spacewatch          | —         | MPC                           |
| 424458     | 2008 CO98  | 30 jan 2008 | Mount Lemmon | Mount Lemmon Survey | Mitidika  | MPC                           |
| 424459     | 2008 CD100 | 9 fev 2008  | Kitt Peak    | Spacewatch          | —         | MPC                           |
| 424460     | 2008 CC121 | 6 fev 2008  | Catalina     | CSS                 | —         | MPC                           |
| 424461     | 2008 CD127 | 8 fev 2008  | Kitt Peak    | Spacewatch          | —         | MPC                           |
| 424462     | 2008 CM131 | 31 dez 2007 | Mount Lemmon | Mount Lemmon Survey | Mitidika  | MPC                           |
| 424463     | 2008 CY131 | 8 fev 2008  | Kitt Peak    | Spacewatch          | —         | MPC                           |
| 424464     | 2008 CF138 | 8 fev 2008  | Kitt Peak    | Spacewatch          | —         | MPC                           |
| 424465     | 2008 CV138 | 8 fev 2008  | Kitt Peak    | Spacewatch          | —         | MPC                           |
| 424466     | 2008 CW139 | 8 fev 2008  | Catalina     | CSS                 | —         | MPC                           |
| 424467     | 2008 CP150 | 10 jan 2008 | Mount Lemmon | Mount Lemmon Survey | —         | MPC                           |
| 424468     | 2008 CX153 | 9 fev 2008  | Kitt Peak    | Spacewatch          | —         | MPC                           |
| 424469     | 2008 CS158 | 9 fev 2008  | Kitt Peak    | Spacewatch          | —         | MPC                           |
| 424470     | 2008 CD168 | 11 fev 2008 | Mount Lemmon | Mount Lemmon Survey | —         | MPC                           |
| 424471     | 2008 CJ172 | 18 dez 2007 | Mount Lemmon | Mount Lemmon Survey | —         | MPC                           |
| 424472     | 2008 CP177 | 19 nov 2007 | Mount Lemmon | Mount Lemmon Survey | —         | MPC                           |
| 424473     | 2008 CV191 | 2 fev 2008  | Kitt Peak    | Spacewatch          | —         | MPC                           |
| 424474     | 2008 CF193 | 9 fev 2008  | Kitt Peak    | Spacewatch          | —         | MPC                           |
| 424475     | 2008 CN198 | 12 fev 2008 | Kitt Peak    | Spacewatch          | —         | MPC                           |
| 424476     | 2008 CO198 | 12 fev 2008 | Kitt Peak    | Spacewatch          | —         | MPC                           |
| 424477     | 2008 CV205 | 2 fev 2008  | Kitt Peak    | Spacewatch          | —         | MPC                           |
| 424478     | 2008 CP207 | 2 fev 2008  | Kitt Peak    | Spacewatch          | —         | MPC                           |
| 424479     | 2008 CV210 | 2 fev 2008  | Kitt Peak    | Spacewatch          | —         | MPC                           |
| 424480     | 2008 CW213 | 10 fev 2008 | Mount Lemmon | Mount Lemmon Survey | —         | MPC                           |
| 424481     | 2008 DV3   | 24 fev 2008 | Mount Lemmon | Mount Lemmon Survey | —         | MPC                           |
| 424482     | 2008 DG5   | 28 fev 2008 | Catalina     | CSS                 | —         | MPC                           |
| 424483     | 2008 DM6   | 24 fev 2008 | Mount Lemmon | Mount Lemmon Survey | —         | MPC                           |
| 424484     | 2008 DH14  | 26 fev 2008 | Mount Lemmon | Mount Lemmon Survey | Juno      | MPC                           |
| 424485     | 2008 DS15  | 31 dez 2007 | Mount Lemmon | Mount Lemmon Survey | —         | MPC                           |
| 424486     | 2008 DT16  | 27 fev 2008 | Kitt Peak    | Spacewatch          | —         | MPC                           |
| 424487     | 2008 DN19  | 27 fev 2008 | Kitt Peak    | Spacewatch          | —         | MPC                           |
| 424488     | 2008 DP24  | 28 fev 2008 | Mount Lemmon | Mount Lemmon Survey | —         | MPC                           |
| 424489     | 2008 DH28  | 24 fev 2008 | Altschwendt  | W. Ries             | —         | MPC                           |
| 424490     | 2008 DR32  | 27 fev 2008 | Kitt Peak    | Spacewatch          | Mitidika  | MPC                           |
| 424491     | 2008 DJ37  | 27 fev 2008 | Mount Lemmon | Mount Lemmon Survey | —         | MPC                           |
| 424492     | 2008 DC38  | 27 fev 2008 | Kitt Peak    | Spacewatch          | —         | MPC                           |
| 424493     | 2008 DV42  | 28 fev 2008 | Kitt Peak    | Spacewatch          | —         | MPC                           |
| 424494     | 2008 DN43  | 28 fev 2008 | Mount Lemmon | Mount Lemmon Survey | Flora     | MPC                           |
| 424495     | 2008 DK44  | 28 fev 2008 | Kitt Peak    | Spacewatch          | —         | MPC                           |
| 424496     | 2008 DO45  | 28 fev 2008 | Kitt Peak    | Spacewatch          | —         | MPC                           |
| 424497     | 2008 DR47  | 28 fev 2008 | Mount Lemmon | Mount Lemmon Survey | —         | MPC                           |
| 424498     | 2008 DN49  | 29 fev 2008 | Mount Lemmon | Mount Lemmon Survey | —         | MPC                           |
| 424499     | 2008 DA52  | 29 fev 2008 | Kitt Peak    | Spacewatch          | —         | MPC                           |
| 424500     | 2008 DG53  | 29 fev 2008 | Mount Lemmon | Mount Lemmon Survey | —         | MPC                           |

## 424501–424600
| Designação | Designação | Descoberta  | Descoberta      | Descobridor(es)     | Categoria | Mais informações / Referência |
| Permanente | Provisória | Data        | Local           | Descobridor(es)     | Categoria | Mais informações / Referência |
| ---------- | ---------- | ----------- | --------------- | ------------------- | --------- | ----------------------------- |
| 424501     | 2008 DS64  | 28 fev 2008 | Mount Lemmon    | Mount Lemmon Survey | Juno      | MPC                           |
| 424502     | 2008 DD68  | 29 fev 2008 | Kitt Peak       | Spacewatch          | —         | MPC                           |
| 424503     | 2008 DX69  | 24 fev 2008 | Kitt Peak       | Spacewatch          | Mitidika  | MPC                           |
| 424504     | 2008 DX75  | 8 fev 2008  | Kitt Peak       | Spacewatch          | Juno      | MPC                           |
| 424505     | 2008 DK78  | 28 fev 2008 | Mount Lemmon    | Mount Lemmon Survey | —         | MPC                           |
| 424506     | 2008 DQ80  | 18 fev 2008 | Mount Lemmon    | Mount Lemmon Survey | Juno      | MPC                           |
| 424507     | 2008 DZ80  | 26 fev 2008 | Mount Lemmon    | Mount Lemmon Survey | Mitidika  | MPC                           |
| 424508     | 2008 DC82  | 28 fev 2008 | Kitt Peak       | Spacewatch          | —         | MPC                           |
| 424509     | 2008 EY    | 13 fev 2008 | Mount Lemmon    | Mount Lemmon Survey | —         | MPC                           |
| 424510     | 2008 ED11  | 1 mar 2008  | Kitt Peak       | Spacewatch          | —         | MPC                           |
| 424511     | 2008 EU13  | 19 set 2006 | Kitt Peak       | Spacewatch          | —         | MPC                           |
| 424512     | 2008 EH22  | 2 mar 2008  | Purple Mountain | PMO NEO             | —         | MPC                           |
| 424513     | 2008 ES23  | 14 dez 2003 | Kitt Peak       | Spacewatch          | —         | MPC                           |
| 424514     | 2008 EV26  | 4 mar 2008  | Catalina        | CSS                 | Erigone   | MPC                           |
| 424515     | 2008 EV32  | 1 mar 2008  | Kitt Peak       | Spacewatch          | —         | MPC                           |
| 424516     | 2008 EZ39  | 4 mar 2008  | Kitt Peak       | Spacewatch          | —         | MPC                           |
| 424517     | 2008 EJ44  | 5 mar 2008  | Kitt Peak       | Spacewatch          | —         | MPC                           |
| 424518     | 2008 EC45  | 5 mar 2008  | Kitt Peak       | Spacewatch          | Mitidika  | MPC                           |
| 424519     | 2008 EA48  | 5 mar 2008  | Kitt Peak       | Spacewatch          | —         | MPC                           |
| 424520     | 2008 EX52  | 6 mar 2008  | Mount Lemmon    | Mount Lemmon Survey | —         | MPC                           |
| 424521     | 2008 EZ53  | 6 mar 2008  | Mount Lemmon    | Mount Lemmon Survey | —         | MPC                           |
| 424522     | 2008 EB69  | 11 mar 2008 | Kitt Peak       | Spacewatch          | —         | MPC                           |
| 424523     | 2008 EW70  | 19 ago 2006 | Kitt Peak       | Spacewatch          | —         | MPC                           |
| 424524     | 2008 EJ71  | 6 mar 2008  | Mount Lemmon    | Mount Lemmon Survey | —         | MPC                           |
| 424525     | 2008 EN72  | 6 mar 2008  | Mount Lemmon    | Mount Lemmon Survey | —         | MPC                           |
| 424526     | 2008 EP76  | 7 mar 2008  | Kitt Peak       | Spacewatch          | —         | MPC                           |
| 424527     | 2008 EX86  | 30 jan 2008 | Mount Lemmon    | Mount Lemmon Survey | —         | MPC                           |
| 424528     | 2008 EB92  | 8 fev 2008  | Kitt Peak       | Spacewatch          | —         | MPC                           |
| 424529     | 2008 EE92  | 3 mar 2008  | Catalina        | CSS                 | —         | MPC                           |
| 424530     | 2008 EK94  | 13 fev 2008 | Mount Lemmon    | Mount Lemmon Survey | Erigone   | MPC                           |
| 424531     | 2008 EB95  | 5 mar 2008  | Mount Lemmon    | Mount Lemmon Survey | —         | MPC                           |
| 424532     | 2008 EZ97  | 15 mar 2008 | Mount Lemmon    | Mount Lemmon Survey | —         | MPC                           |
| 424533     | 2008 EC100 | 6 mar 2008  | Catalina        | CSS                 | —         | MPC                           |
| 424534     | 2008 EH100 | 2 fev 2008  | Kitt Peak       | Spacewatch          | —         | MPC                           |
| 424535     | 2008 ET111 | 8 mar 2008  | Kitt Peak       | Spacewatch          | —         | MPC                           |
| 424536     | 2008 EH117 | 8 mar 2008  | Kitt Peak       | Spacewatch          | —         | MPC                           |
| 424537     | 2008 EF128 | 29 fev 2008 | Kitt Peak       | Spacewatch          | —         | MPC                           |
| 424538     | 2008 EA130 | 11 mar 2008 | Kitt Peak       | Spacewatch          | —         | MPC                           |
| 424539     | 2008 EO135 | 23 nov 2006 | Mount Lemmon    | Mount Lemmon Survey | —         | MPC                           |
| 424540     | 2008 ET135 | 11 fev 2008 | Mount Lemmon    | Mount Lemmon Survey | —         | MPC                           |
| 424541     | 2008 EY138 | 11 mar 2008 | Kitt Peak       | Spacewatch          | —         | MPC                           |
| 424542     | 2008 EB140 | 12 mar 2008 | Kitt Peak       | Spacewatch          | —         | MPC                           |
| 424543     | 2008 EQ141 | 9 fev 2008  | Kitt Peak       | Spacewatch          | —         | MPC                           |
| 424544     | 2008 EH148 | 2 mar 2008  | Kitt Peak       | Spacewatch          | —         | MPC                           |
| 424545     | 2008 EN148 | 2 mar 2008  | Kitt Peak       | Spacewatch          | —         | MPC                           |
| 424546     | 2008 EP150 | 1 out 2006  | Kitt Peak       | Spacewatch          | —         | MPC                           |
| 424547     | 2008 EB152 | 10 mar 2008 | Kitt Peak       | Spacewatch          | —         | MPC                           |
| 424548     | 2008 EP153 | 13 mar 2008 | Kitt Peak       | Spacewatch          | —         | MPC                           |
| 424549     | 2008 EX160 | 2 mar 2008  | Kitt Peak       | Spacewatch          | Mitidika  | MPC                           |
| 424550     | 2008 ER161 | 9 mar 2008  | Kitt Peak       | Spacewatch          | Juno      | MPC                           |
| 424551     | 2008 EY163 | 13 mar 2008 | Kitt Peak       | Spacewatch          | —         | MPC                           |
| 424552     | 2008 EW167 | 10 mar 2008 | Kitt Peak       | Spacewatch          | —         | MPC                           |
| 424553     | 2008 FQ    | 25 mar 2008 | Kitt Peak       | Spacewatch          | Mitidika  | MPC                           |
| 424554     | 2008 FC16  | 27 mar 2008 | Kitt Peak       | Spacewatch          | —         | MPC                           |
| 424555     | 2008 FP20  | 27 mar 2008 | Kitt Peak       | Spacewatch          | —         | MPC                           |
| 424556     | 2008 FZ25  | 27 mar 2008 | Kitt Peak       | Spacewatch          | —         | MPC                           |
| 424557     | 2008 FK36  | 28 mar 2008 | Mount Lemmon    | Mount Lemmon Survey | —         | MPC                           |
| 424558     | 2008 FV38  | 10 mar 2008 | Kitt Peak       | Spacewatch          | —         | MPC                           |
| 424559     | 2008 FT46  | 17 dez 2003 | Kitt Peak       | Spacewatch          | —         | MPC                           |
| 424560     | 2008 FS52  | 28 mar 2008 | Mount Lemmon    | Mount Lemmon Survey | —         | MPC                           |
| 424561     | 2008 FE57  | 28 mar 2008 | Mount Lemmon    | Mount Lemmon Survey | —         | MPC                           |
| 424562     | 2008 FA62  | 14 fev 2004 | Kitt Peak       | Spacewatch          | —         | MPC                           |
| 424563     | 2008 FM62  | 27 mar 2008 | Kitt Peak       | Spacewatch          | —         | MPC                           |
| 424564     | 2008 FJ67  | 28 mar 2008 | Mount Lemmon    | Mount Lemmon Survey | Mitidika  | MPC                           |
| 424565     | 2008 FH69  | 28 mar 2008 | Mount Lemmon    | Mount Lemmon Survey | —         | MPC                           |
| 424566     | 2008 FH86  | 13 fev 2008 | Mount Lemmon    | Mount Lemmon Survey | —         | MPC                           |
| 424567     | 2008 FF95  | 29 mar 2008 | Kitt Peak       | Spacewatch          | —         | MPC                           |
| 424568     | 2008 FV96  | 29 mar 2008 | Catalina        | CSS                 | —         | MPC                           |
| 424569     | 2008 FP104 | 30 mar 2008 | Kitt Peak       | Spacewatch          | —         | MPC                           |
| 424570     | 2008 FB115 | 30 jan 2008 | Mount Lemmon    | Mount Lemmon Survey | Juno      | MPC                           |
| 424571     | 2008 FN130 | 30 mar 2008 | Catalina        | CSS                 | —         | MPC                           |
| 424572     | 2008 FO133 | 28 fev 2008 | Kitt Peak       | Spacewatch          | —         | MPC                           |
| 424573     | 2008 GS    | 2 abr 2008  | Socorro         | LINEAR              | —         | MPC                           |
| 424574     | 2008 GM3   | 5 abr 2008  | Catalina        | CSS                 | —         | MPC                           |
| 424575     | 2008 GV18  | 28 mar 2008 | Kitt Peak       | Spacewatch          | —         | MPC                           |
| 424576     | 2008 GY22  | 4 mar 2008  | Mount Lemmon    | Mount Lemmon Survey | —         | MPC                           |
| 424577     | 2008 GD28  | 10 mar 2008 | Kitt Peak       | Spacewatch          | —         | MPC                           |
| 424578     | 2008 GW29  | 13 out 2006 | Kitt Peak       | Spacewatch          | —         | MPC                           |
| 424579     | 2008 GC34  | 15 mar 2008 | Mount Lemmon    | Mount Lemmon Survey | —         | MPC                           |
| 424580     | 2008 GJ37  | 3 abr 2008  | Kitt Peak       | Spacewatch          | —         | MPC                           |
| 424581     | 2008 GO37  | 3 abr 2008  | Kitt Peak       | Spacewatch          | —         | MPC                           |
| 424582     | 2008 GZ46  | 4 abr 2008  | Kitt Peak       | Spacewatch          | —         | MPC                           |
| 424583     | 2008 GK54  | 5 abr 2008  | Kitt Peak       | Spacewatch          | —         | MPC                           |
| 424584     | 2008 GY57  | 5 abr 2008  | Mount Lemmon    | Mount Lemmon Survey | —         | MPC                           |
| 424585     | 2008 GF58  | 5 abr 2008  | Mount Lemmon    | Mount Lemmon Survey | —         | MPC                           |
| 424586     | 2008 GB65  | 6 abr 2008  | Kitt Peak       | Spacewatch          | —         | MPC                           |
| 424587     | 2008 GP66  | 6 abr 2008  | Kitt Peak       | Spacewatch          | —         | MPC                           |
| 424588     | 2008 GT68  | 6 abr 2008  | Kitt Peak       | Spacewatch          | —         | MPC                           |
| 424589     | 2008 GV71  | 7 abr 2008  | Kitt Peak       | Spacewatch          | —         | MPC                           |
| 424590     | 2008 GO85  | 31 mar 2008 | Kitt Peak       | Spacewatch          | —         | MPC                           |
| 424591     | 2008 GD99  | 13 mar 2008 | Kitt Peak       | Spacewatch          | —         | MPC                           |
| 424592     | 2008 GM100 | 1 abr 2008  | Kitt Peak       | Spacewatch          | Phocaea   | MPC                           |
| 424593     | 2008 GF101 | 9 abr 2008  | Kitt Peak       | Spacewatch          | —         | MPC                           |
| 424594     | 2008 GL106 | 11 abr 2008 | Mount Lemmon    | Mount Lemmon Survey | —         | MPC                           |
| 424595     | 2008 GM118 | 11 abr 2008 | Mount Lemmon    | Mount Lemmon Survey | —         | MPC                           |
| 424596     | 2008 GM123 | 13 abr 2008 | Kitt Peak       | Spacewatch          | —         | MPC                           |
| 424597     | 2008 GO136 | 3 abr 2008  | Kitt Peak       | Spacewatch          | —         | MPC                           |
| 424598     | 2008 GS144 | 12 fev 2008 | Mount Lemmon    | Mount Lemmon Survey | —         | MPC                           |
| 424599     | 2008 GR145 | 8 abr 2008  | Kitt Peak       | Spacewatch          | —         | MPC                           |
| 424600     | 2008 HT12  | 24 abr 2008 | Kitt Peak       | Spacewatch          | —         | MPC                           |

## 424601–424700
| Designação | Designação | Descoberta  | Descoberta        | Descobridor(es)     | Categoria | Mais informações / Referência |
| Permanente | Provisória | Data        | Local             | Descobridor(es)     | Categoria | Mais informações / Referência |
| ---------- | ---------- | ----------- | ----------------- | ------------------- | --------- | ----------------------------- |
| 424601     | 2008 HY13  | 25 abr 2008 | Kitt Peak         | Spacewatch          | —         | MPC                           |
| 424602     | 2008 HU20  | 26 abr 2008 | Mount Lemmon      | Mount Lemmon Survey | —         | MPC                           |
| 424603     | 2008 HS27  | 28 abr 2008 | Kitt Peak         | Spacewatch          | —         | MPC                           |
| 424604     | 2008 HV39  | 3 abr 2008  | Mount Lemmon      | Mount Lemmon Survey | —         | MPC                           |
| 424605     | 2008 HH41  | 26 abr 2008 | Catalina          | CSS                 | —         | MPC                           |
| 424606     | 2008 HZ45  | 15 abr 2008 | Kitt Peak         | Spacewatch          | —         | MPC                           |
| 424607     | 2008 HE51  | 29 abr 2008 | Kitt Peak         | Spacewatch          | —         | MPC                           |
| 424608     | 2008 HR55  | 29 abr 2008 | Kitt Peak         | Spacewatch          | —         | MPC                           |
| 424609     | 2008 HC68  | 25 abr 2008 | Kitt Peak         | Spacewatch          | Phocaea   | MPC                           |
| 424610     | 2008 HZ69  | 27 abr 2008 | Mount Lemmon      | Mount Lemmon Survey | —         | MPC                           |
| 424611     | 2008 JD    | 7 mar 2008  | Mount Lemmon      | Mount Lemmon Survey | —         | MPC                           |
| 424612     | 2008 JN4   | 1 mai 2008  | Kitt Peak         | Spacewatch          | —         | MPC                           |
| 424613     | 2008 JC6   | 2 mai 2008  | Moletai           | Molėtai Obs.        | —         | MPC                           |
| 424614     | 2008 JS6   | 2 mai 2008  | Kitt Peak         | Spacewatch          | —         | MPC                           |
| 424615     | 2008 JP12  | 3 mai 2008  | Kitt Peak         | Spacewatch          | —         | MPC                           |
| 424616     | 2008 JH13  | 14 abr 2008 | Mount Lemmon      | Mount Lemmon Survey | —         | MPC                           |
| 424617     | 2008 JO15  | 2 mai 2008  | Kitt Peak         | Spacewatch          | —         | MPC                           |
| 424618     | 2008 JZ24  | 11 mai 2008 | Farra d'Isonzo    | Farra d'Isonzo      | —         | MPC                           |
| 424619     | 2008 JT25  | 8 mai 2008  | Kitt Peak         | Spacewatch          | —         | MPC                           |
| 424620     | 2008 JO26  | 3 mai 2008  | Catalina          | CSS                 | —         | MPC                           |
| 424621     | 2008 JY32  | 8 mai 2008  | Kitt Peak         | Spacewatch          | —         | MPC                           |
| 424622     | 2008 JZ36  | 5 mai 2008  | Mount Lemmon      | Mount Lemmon Survey | Mitidika  | MPC                           |
| 424623     | 2008 JA37  | 5 mai 2008  | Mount Lemmon      | Mount Lemmon Survey | —         | MPC                           |
| 424624     | 2008 JL37  | 3 mai 2008  | Mount Lemmon      | Mount Lemmon Survey | —         | MPC                           |
| 424625     | 2008 JF38  | 6 mai 2008  | Mount Lemmon      | Mount Lemmon Survey | —         | MPC                           |
| 424626     | 2008 JH39  | 15 mai 2008 | Mount Lemmon      | Mount Lemmon Survey | —         | MPC                           |
| 424627     | 2008 JH40  | 3 mai 2008  | Mount Lemmon      | Mount Lemmon Survey | —         | MPC                           |
| 424628     | 2008 KD5   | 27 mai 2008 | Kitt Peak         | Spacewatch          | Phocaea   | MPC                           |
| 424629     | 2008 KV5   | 28 mai 2008 | Kitt Peak         | Spacewatch          | —         | MPC                           |
| 424630     | 2008 KN12  | 21 dez 2006 | Kitt Peak         | Spacewatch          | —         | MPC                           |
| 424631     | 2008 KJ14  | 28 abr 2008 | Mount Lemmon      | Mount Lemmon Survey | —         | MPC                           |
| 424632     | 2008 KE18  | 28 mai 2008 | Kitt Peak         | Spacewatch          | —         | MPC                           |
| 424633     | 2008 KK27  | 30 mai 2008 | Kitt Peak         | Spacewatch          | —         | MPC                           |
| 424634     | 2008 KW40  | 27 abr 2008 | Kitt Peak         | Spacewatch          | —         | MPC                           |
| 424635     | 2008 KN41  | 31 mai 2008 | Kitt Peak         | Spacewatch          | —         | MPC                           |
| 424636     | 2008 LA3   | 1 jun 2008  | Kitt Peak         | Spacewatch          | —         | MPC                           |
| 424637     | 2008 LV5   | 6 mar 2008  | Mount Lemmon      | Mount Lemmon Survey | —         | MPC                           |
| 424638     | 2008 LM8   | 6 jun 2008  | Kitt Peak         | Spacewatch          | —         | MPC                           |
| 424639     | 2008 LW9   | 6 jun 2008  | Kitt Peak         | Spacewatch          | —         | MPC                           |
| 424640     | 2008 LO11  | 7 jun 2008  | Kitt Peak         | Spacewatch          | Phocaea   | MPC                           |
| 424641     | 2008 LZ12  | 29 mai 2008 | Kitt Peak         | Spacewatch          | —         | MPC                           |
| 424642     | 2008 OA    | 16 jul 2008 | Charleston        | ARO                 | —         | MPC                           |
| 424643     | 2008 OD2   | 2 jun 2008  | Mount Lemmon      | Mount Lemmon Survey | —         | MPC                           |
| 424644     | 2008 OC7   | 29 jul 2008 | Mount Lemmon      | Mount Lemmon Survey | —         | MPC                           |
| 424645     | 2008 OV9   | 31 jul 2008 | La Sagra          | Mallorca Obs.       | —         | MPC                           |
| 424646     | 2008 OD21  | 29 jul 2008 | Kitt Peak         | Spacewatch          | Phocaea   | MPC                           |
| 424647     | 2008 PY6   | 5 ago 2008  | La Sagra          | Mallorca Obs.       | —         | MPC                           |
| 424648     | 2008 PH18  | 7 ago 2008  | Andrushivka       | Andrushivka Obs.    | —         | MPC                           |
| 424649     | 2008 PG20  | 11 jul 2008 | Siding Spring     | SSS                 | —         | MPC                           |
| 424650     | 2008 QN11  | 21 ago 2008 | Kitt Peak         | Spacewatch          | —         | MPC                           |
| 424651     | 2008 QX12  | 26 ago 2008 | La Sagra          | Mallorca Obs.       | —         | MPC                           |
| 424652     | 2008 QS20  | 26 ago 2008 | Socorro           | LINEAR              | —         | MPC                           |
| 424653     | 2008 QK21  | 26 ago 2008 | Socorro           | LINEAR              | —         | MPC                           |
| 424654     | 2008 QJ23  | 26 ago 2008 | Socorro           | LINEAR              | Phocaea   | MPC                           |
| 424655     | 2008 QB33  | 31 ago 2008 | Bergisch Gladbach | W. Bickel           | —         | MPC                           |
| 424656     | 2008 QM36  | 20 ago 2008 | Kitt Peak         | Spacewatch          | —         | MPC                           |
| 424657     | 2008 QU39  | 24 ago 2008 | Kitt Peak         | Spacewatch          | —         | MPC                           |
| 424658     | 2008 QF41  | 21 ago 2008 | Kitt Peak         | Spacewatch          | —         | MPC                           |
| 424659     | 2008 QU41  | 24 ago 2008 | Kitt Peak         | Spacewatch          | —         | MPC                           |
| 424660     | 2008 QA47  | 21 fev 2006 | Catalina          | CSS                 | —         | MPC                           |
| 424661     | 2008 RS17  | 4 set 2008  | Kitt Peak         | Spacewatch          | —         | MPC                           |
| 424662     | 2008 RL25  | 5 set 2008  | Junk Bond         | D. Healy            | —         | MPC                           |
| 424663     | 2008 RS40  | 2 set 2008  | Kitt Peak         | Spacewatch          | Brangane  | MPC                           |
| 424664     | 2008 RA43  | 2 set 2008  | Kitt Peak         | Spacewatch          | —         | MPC                           |
| 424665     | 2008 RC44  | 2 set 2008  | Kitt Peak         | Spacewatch          | —         | MPC                           |
| 424666     | 2008 RH44  | 2 set 2008  | Kitt Peak         | Spacewatch          | —         | MPC                           |
| 424667     | 2008 RM44  | 26 abr 2007 | Mount Lemmon      | Mount Lemmon Survey | —         | MPC                           |
| 424668     | 2008 RN49  | 3 set 2008  | Kitt Peak         | Spacewatch          | —         | MPC                           |
| 424669     | 2008 RZ57  | 3 set 2008  | Kitt Peak         | Spacewatch          | Eos       | MPC                           |
| 424670     | 2008 RN62  | 4 set 2008  | Kitt Peak         | Spacewatch          | —         | MPC                           |
| 424671     | 2008 RB71  | 6 set 2008  | Mount Lemmon      | Mount Lemmon Survey | —         | MPC                           |
| 424672     | 2008 RT80  | 3 set 2008  | Kitt Peak         | Spacewatch          | —         | MPC                           |
| 424673     | 2008 RH81  | 4 set 2008  | Kitt Peak         | Spacewatch          | —         | MPC                           |
| 424674     | 2008 RT82  | 4 set 2008  | Kitt Peak         | Spacewatch          | —         | MPC                           |
| 424675     | 2008 RB94  | 6 set 2008  | Kitt Peak         | Spacewatch          | —         | MPC                           |
| 424676     | 2008 RD96  | 29 jul 2008 | Kitt Peak         | Spacewatch          | —         | MPC                           |
| 424677     | 2008 RO99  | 2 set 2008  | Kitt Peak         | Spacewatch          | —         | MPC                           |
| 424678     | 2008 RX102 | 4 set 2008  | Kitt Peak         | Spacewatch          | —         | MPC                           |
| 424679     | 2008 RA104 | 5 set 2008  | Kitt Peak         | Spacewatch          | —         | MPC                           |
| 424680     | 2008 RJ104 | 5 set 2008  | Kitt Peak         | Spacewatch          | —         | MPC                           |
| 424681     | 2008 RL108 | 9 set 2008  | Mount Lemmon      | Mount Lemmon Survey | —         | MPC                           |
| 424682     | 2008 RO108 | 10 set 2008 | Kitt Peak         | Spacewatch          | —         | MPC                           |
| 424683     | 2008 RP111 | 4 set 2008  | Kitt Peak         | Spacewatch          | —         | MPC                           |
| 424684     | 2008 RX111 | 4 set 2008  | Kitt Peak         | Spacewatch          | —         | MPC                           |
| 424685     | 2008 RQ113 | 6 set 2008  | Kitt Peak         | Spacewatch          | —         | MPC                           |
| 424686     | 2008 RP114 | 6 set 2008  | Mount Lemmon      | Mount Lemmon Survey | —         | MPC                           |
| 424687     | 2008 RZ117 | 9 set 2008  | Mount Lemmon      | Mount Lemmon Survey | —         | MPC                           |
| 424688     | 2008 RE123 | 6 set 2008  | Kitt Peak         | Spacewatch          | —         | MPC                           |
| 424689     | 2008 RW130 | 4 set 2008  | Kitt Peak         | Spacewatch          | —         | MPC                           |
| 424690     | 2008 RD136 | 4 set 2008  | Socorro           | LINEAR              | —         | MPC                           |
| 424691     | 2008 RR140 | 9 set 2008  | Mount Lemmon      | Mount Lemmon Survey | —         | MPC                           |
| 424692     | 2008 RW144 | 4 set 2008  | Kitt Peak         | Spacewatch          | —         | MPC                           |
| 424693     | 2008 SN9   | 7 set 2008  | Mount Lemmon      | Mount Lemmon Survey | —         | MPC                           |
| 424694     | 2008 SU9   | 6 set 2008  | Catalina          | CSS                 | Ino       | MPC                           |
| 424695     | 2008 SU19  | 7 ago 2008  | Kitt Peak         | Spacewatch          | —         | MPC                           |
| 424696     | 2008 SM26  | 19 set 2008 | Kitt Peak         | Spacewatch          | —         | MPC                           |
| 424697     | 2008 SS36  | 30 jul 2008 | Kitt Peak         | Spacewatch          | —         | MPC                           |
| 424698     | 2008 SL37  | 20 set 2008 | Kitt Peak         | Spacewatch          | —         | MPC                           |
| 424699     | 2008 ST37  | 6 set 2008  | Mount Lemmon      | Mount Lemmon Survey | —         | MPC                           |
| 424700     | 2008 SP38  | 20 set 2008 | Kitt Peak         | Spacewatch          | —         | MPC                           |

## 424701–424800
| Designação | Designação | Descoberta  | Descoberta   | Descobridor(es)     | Categoria | Mais informações / Referência |
| Permanente | Provisória | Data        | Local        | Descobridor(es)     | Categoria | Mais informações / Referência |
| ---------- | ---------- | ----------- | ------------ | ------------------- | --------- | ----------------------------- |
| 424701     | 2008 SY43  | 20 set 2008 | Kitt Peak    | Spacewatch          | —         | MPC                           |
| 424702     | 2008 SH45  | 20 set 2008 | Kitt Peak    | Spacewatch          | —         | MPC                           |
| 424703     | 2008 SC50  | 20 set 2008 | Mount Lemmon | Mount Lemmon Survey | —         | MPC                           |
| 424704     | 2008 ST50  | 20 set 2008 | Mount Lemmon | Mount Lemmon Survey | Brangane  | MPC                           |
| 424705     | 2008 SE66  | 21 set 2008 | Mount Lemmon | Mount Lemmon Survey | —         | MPC                           |
| 424706     | 2008 SR68  | 21 set 2008 | Kitt Peak    | Spacewatch          | —         | MPC                           |
| 424707     | 2008 SM86  | 20 set 2008 | Kitt Peak    | Spacewatch          | —         | MPC                           |
| 424708     | 2008 SV92  | 21 set 2008 | Kitt Peak    | Spacewatch          | —         | MPC                           |
| 424709     | 2008 SH100 | 21 set 2008 | Kitt Peak    | Spacewatch          | —         | MPC                           |
| 424710     | 2008 SR103 | 21 set 2008 | Kitt Peak    | Spacewatch          | —         | MPC                           |
| 424711     | 2008 SX108 | 21 ago 2008 | Kitt Peak    | Spacewatch          | —         | MPC                           |
| 424712     | 2008 SQ119 | 22 set 2008 | Mount Lemmon | Mount Lemmon Survey | Henan     | MPC                           |
| 424713     | 2008 SJ124 | 22 set 2008 | Mount Lemmon | Mount Lemmon Survey | —         | MPC                           |
| 424714     | 2008 SO125 | 22 set 2008 | Mount Lemmon | Mount Lemmon Survey | —         | MPC                           |
| 424715     | 2008 SV130 | 22 set 2008 | Kitt Peak    | Spacewatch          | —         | MPC                           |
| 424716     | 2008 SP140 | 24 set 2008 | Mount Lemmon | Mount Lemmon Survey | —         | MPC                           |
| 424717     | 2008 SH149 | 23 set 2008 | Kitt Peak    | Spacewatch          | —         | MPC                           |
| 424718     | 2008 SQ157 | 30 set 2003 | Kitt Peak    | Spacewatch          | Brangane  | MPC                           |
| 424719     | 2008 SR161 | 28 set 2008 | Socorro      | LINEAR              | —         | MPC                           |
| 424720     | 2008 SY180 | 24 set 2008 | Kitt Peak    | Spacewatch          | —         | MPC                           |
| 424721     | 2008 SB184 | 20 set 2008 | Kitt Peak    | Spacewatch          | —         | MPC                           |
| 424722     | 2008 SS193 | 25 set 2008 | Kitt Peak    | Spacewatch          | —         | MPC                           |
| 424723     | 2008 SP195 | 25 set 2008 | Kitt Peak    | Spacewatch          | —         | MPC                           |
| 424724     | 2008 SW196 | 25 set 2008 | Kitt Peak    | Spacewatch          | —         | MPC                           |
| 424725     | 2008 SM206 | 26 set 2008 | Kitt Peak    | Spacewatch          | —         | MPC                           |
| 424726     | 2008 SP208 | 27 set 2008 | Mount Lemmon | Mount Lemmon Survey | Brangane  | MPC                           |
| 424727     | 2008 SZ226 | 12 out 2004 | Kitt Peak    | Spacewatch          | —         | MPC                           |
| 424728     | 2008 SL227 | 5 set 2008  | Kitt Peak    | Spacewatch          | —         | MPC                           |
| 424729     | 2008 SX227 | 28 set 2008 | Mount Lemmon | Mount Lemmon Survey | —         | MPC                           |
| 424730     | 2008 SJ241 | 22 ago 2008 | Kitt Peak    | Spacewatch          | —         | MPC                           |
| 424731     | 2008 SK243 | 29 set 2008 | Kitt Peak    | Spacewatch          | —         | MPC                           |
| 424732     | 2008 SW243 | 24 set 2008 | Kitt Peak    | Spacewatch          | —         | MPC                           |
| 424733     | 2008 SE244 | 24 set 2008 | Kitt Peak    | Spacewatch          | —         | MPC                           |
| 424734     | 2008 SO246 | 5 set 2008  | Kitt Peak    | Spacewatch          | —         | MPC                           |
| 424735     | 2008 SZ250 | 24 set 2008 | Kitt Peak    | Spacewatch          | —         | MPC                           |
| 424736     | 2008 SE251 | 24 set 2008 | Kitt Peak    | Spacewatch          | —         | MPC                           |
| 424737     | 2008 SH254 | 22 set 2008 | Mount Lemmon | Mount Lemmon Survey | —         | MPC                           |
| 424738     | 2008 ST270 | 25 set 2008 | Kitt Peak    | Spacewatch          | —         | MPC                           |
| 424739     | 2008 SR271 | 30 set 2008 | Mount Lemmon | Mount Lemmon Survey | Brangane  | MPC                           |
| 424740     | 2008 SH281 | 22 set 2008 | Mount Lemmon | Mount Lemmon Survey | —         | MPC                           |
| 424741     | 2008 SP281 | 22 set 2008 | Mount Lemmon | Mount Lemmon Survey | —         | MPC                           |
| 424742     | 2008 SO286 | 22 set 2008 | Catalina     | CSS                 | —         | MPC                           |
| 424743     | 2008 SC299 | 22 set 2008 | Socorro      | LINEAR              | —         | MPC                           |
| 424744     | 2008 SR300 | 23 set 2008 | Catalina     | CSS                 | —         | MPC                           |
| 424745     | 2008 SX300 | 23 set 2008 | Catalina     | CSS                 | —         | MPC                           |
| 424746     | 2008 SN302 | 23 set 2008 | Kitt Peak    | Spacewatch          | —         | MPC                           |
| 424747     | 2008 SC305 | 26 set 2008 | Kitt Peak    | Spacewatch          | Eos       | MPC                           |
| 424748     | 2008 SN305 | 27 set 2008 | Mount Lemmon | Mount Lemmon Survey | —         | MPC                           |
| 424749     | 2008 TX    | 2 out 2008  | Socorro      | LINEAR              | —         | MPC                           |
| 424750     | 2008 TW21  | 21 set 2008 | Mount Lemmon | Mount Lemmon Survey | —         | MPC                           |
| 424751     | 2008 TQ29  | 1 out 2008  | Mount Lemmon | Mount Lemmon Survey | Eos       | MPC                           |
| 424752     | 2008 TW33  | 1 out 2008  | Kitt Peak    | Spacewatch          | —         | MPC                           |
| 424753     | 2008 TA35  | 1 out 2008  | Mount Lemmon | Mount Lemmon Survey | —         | MPC                           |
| 424754     | 2008 TG38  | 1 out 2008  | Catalina     | CSS                 | —         | MPC                           |
| 424755     | 2008 TO42  | 1 out 2008  | Mount Lemmon | Mount Lemmon Survey | —         | MPC                           |
| 424756     | 2008 TZ44  | 1 out 2008  | Mount Lemmon | Mount Lemmon Survey | Brangane  | MPC                           |
| 424757     | 2008 TJ49  | 2 out 2008  | Kitt Peak    | Spacewatch          | —         | MPC                           |
| 424758     | 2008 TB50  | 20 set 2008 | Mount Lemmon | Mount Lemmon Survey | —         | MPC                           |
| 424759     | 2008 TF59  | 2 out 2008  | Kitt Peak    | Spacewatch          | —         | MPC                           |
| 424760     | 2008 TM63  | 2 out 2008  | Kitt Peak    | Spacewatch          | —         | MPC                           |
| 424761     | 2008 TH67  | 23 set 2008 | Kitt Peak    | Spacewatch          | —         | MPC                           |
| 424762     | 2008 TK69  | 23 set 2008 | Kitt Peak    | Spacewatch          | —         | MPC                           |
| 424763     | 2008 TQ75  | 2 out 2008  | Kitt Peak    | Spacewatch          | —         | MPC                           |
| 424764     | 2008 TB77  | 2 out 2008  | Mount Lemmon | Mount Lemmon Survey | —         | MPC                           |
| 424765     | 2008 TC78  | 23 set 2008 | Mount Lemmon | Mount Lemmon Survey | —         | MPC                           |
| 424766     | 2008 TC80  | 23 set 2008 | Mount Lemmon | Mount Lemmon Survey | —         | MPC                           |
| 424767     | 2008 TG81  | 2 out 2008  | Mount Lemmon | Mount Lemmon Survey | —         | MPC                           |
| 424768     | 2008 TN85  | 3 out 2008  | Mount Lemmon | Mount Lemmon Survey | —         | MPC                           |
| 424769     | 2008 TQ85  | 3 out 2008  | Mount Lemmon | Mount Lemmon Survey | —         | MPC                           |
| 424770     | 2008 TZ88  | 26 set 2008 | Kitt Peak    | Spacewatch          | —         | MPC                           |
| 424771     | 2008 TA91  | 3 out 2008  | Kitt Peak    | Spacewatch          | —         | MPC                           |
| 424772     | 2008 TE94  | 26 set 2008 | Kitt Peak    | Spacewatch          | —         | MPC                           |
| 424773     | 2008 TK94  | 26 set 2008 | Kitt Peak    | Spacewatch          | —         | MPC                           |
| 424774     | 2008 TJ95  | 6 out 2008  | Kitt Peak    | Spacewatch          | —         | MPC                           |
| 424775     | 2008 TQ101 | 6 out 2008  | Kitt Peak    | Spacewatch          | —         | MPC                           |
| 424776     | 2008 TB107 | 6 out 2008  | Mount Lemmon | Mount Lemmon Survey | —         | MPC                           |
| 424777     | 2008 TL107 | 23 set 2008 | Mount Lemmon | Mount Lemmon Survey | Brangane  | MPC                           |
| 424778     | 2008 TL115 | 6 out 2008  | Mount Lemmon | Mount Lemmon Survey | —         | MPC                           |
| 424779     | 2008 TQ115 | 23 set 2008 | Kitt Peak    | Spacewatch          | —         | MPC                           |
| 424780     | 2008 TV122 | 7 out 2008  | Kitt Peak    | Spacewatch          | —         | MPC                           |
| 424781     | 2008 TU129 | 8 out 2008  | Mount Lemmon | Mount Lemmon Survey | Brangane  | MPC                           |
| 424782     | 2008 TO131 | 23 set 2008 | Kitt Peak    | Spacewatch          | —         | MPC                           |
| 424783     | 2008 TD150 | 9 out 2008  | Mount Lemmon | Mount Lemmon Survey | —         | MPC                           |
| 424784     | 2008 TR150 | 26 nov 2003 | Kitt Peak    | Spacewatch          | —         | MPC                           |
| 424785     | 2008 TG155 | 9 out 2008  | Mount Lemmon | Mount Lemmon Survey | —         | MPC                           |
| 424786     | 2008 TG156 | 9 out 2008  | Mount Lemmon | Mount Lemmon Survey | —         | MPC                           |
| 424787     | 2008 TE160 | 1 out 2008  | Kitt Peak    | Spacewatch          | —         | MPC                           |
| 424788     | 2008 TK167 | 8 out 2008  | Kitt Peak    | Spacewatch          | —         | MPC                           |
| 424789     | 2008 TP174 | 6 out 2008  | Kitt Peak    | Spacewatch          | —         | MPC                           |
| 424790     | 2008 TD176 | 27 set 2003 | Kitt Peak    | Spacewatch          | —         | MPC                           |
| 424791     | 2008 TA182 | 2 abr 2006  | Kitt Peak    | Spacewatch          | —         | MPC                           |
| 424792     | 2008 TM188 | 9 out 2008  | Mount Lemmon | Mount Lemmon Survey | —         | MPC                           |
| 424793     | 2008 TP188 | 10 out 2008 | Mount Lemmon | Mount Lemmon Survey | —         | MPC                           |
| 424794     | 2008 UZ13  | 17 out 2008 | Kitt Peak    | Spacewatch          | —         | MPC                           |
| 424795     | 2008 UE28  | 24 set 2008 | Mount Lemmon | Mount Lemmon Survey | —         | MPC                           |
| 424796     | 2008 UM29  | 20 out 2008 | Kitt Peak    | Spacewatch          | —         | MPC                           |
| 424797     | 2008 UC32  | 20 out 2008 | Kitt Peak    | Spacewatch          | —         | MPC                           |
| 424798     | 2008 UW34  | 6 out 2008  | Mount Lemmon | Mount Lemmon Survey | —         | MPC                           |
| 424799     | 2008 UY41  | 20 out 2008 | Kitt Peak    | Spacewatch          | —         | MPC                           |
| 424800     | 2008 UJ50  | 21 set 2008 | Kitt Peak    | Spacewatch          | —         | MPC                           |

## 424801–424900
| Designação | Designação | Descoberta  | Descoberta       | Descobridor(es)     | Categoria | Mais informações / Referência |
| Permanente | Provisória | Data        | Local            | Descobridor(es)     | Categoria | Mais informações / Referência |
| ---------- | ---------- | ----------- | ---------------- | ------------------- | --------- | ----------------------------- |
| 424801     | 2008 UF52  | 29 set 2008 | Mount Lemmon     | Mount Lemmon Survey | —         | MPC                           |
| 424802     | 2008 UR56  | 25 set 2008 | Mount Lemmon     | Mount Lemmon Survey | —         | MPC                           |
| 424803     | 2008 UE61  | 21 out 2008 | Kitt Peak        | Spacewatch          | —         | MPC                           |
| 424804     | 2008 UV74  | 21 out 2008 | Kitt Peak        | Spacewatch          | —         | MPC                           |
| 424805     | 2008 UO75  | 21 out 2008 | Kitt Peak        | Spacewatch          | —         | MPC                           |
| 424806     | 2008 UL104 | 28 jan 2006 | Kitt Peak        | Spacewatch          | —         | MPC                           |
| 424807     | 2008 UQ105 | 5 set 2008  | Kitt Peak        | Spacewatch          | —         | MPC                           |
| 424808     | 2008 UB107 | 21 out 2008 | Kitt Peak        | Spacewatch          | —         | MPC                           |
| 424809     | 2008 UO113 | 22 out 2008 | Kitt Peak        | Spacewatch          | —         | MPC                           |
| 424810     | 2008 UJ115 | 22 out 2008 | Kitt Peak        | Spacewatch          | —         | MPC                           |
| 424811     | 2008 UJ125 | 22 out 2008 | Kitt Peak        | Spacewatch          | —         | MPC                           |
| 424812     | 2008 UK127 | 22 out 2008 | Kitt Peak        | Spacewatch          | —         | MPC                           |
| 424813     | 2008 UR128 | 23 out 2008 | Kitt Peak        | Spacewatch          | —         | MPC                           |
| 424814     | 2008 UX132 | 23 out 2008 | Kitt Peak        | Spacewatch          | —         | MPC                           |
| 424815     | 2008 UK137 | 23 out 2008 | Kitt Peak        | Spacewatch          | —         | MPC                           |
| 424816     | 2008 UC139 | 23 out 2008 | Kitt Peak        | Spacewatch          | —         | MPC                           |
| 424817     | 2008 UA141 | 23 out 2008 | Kitt Peak        | Spacewatch          | —         | MPC                           |
| 424818     | 2008 UB141 | 22 set 2008 | Mount Lemmon     | Mount Lemmon Survey | —         | MPC                           |
| 424819     | 2008 UY146 | 23 out 2008 | Kitt Peak        | Spacewatch          | —         | MPC                           |
| 424820     | 2008 UX149 | 23 set 2008 | Kitt Peak        | Spacewatch          | Henan     | MPC                           |
| 424821     | 2008 UG161 | 24 out 2008 | Kitt Peak        | Spacewatch          | —         | MPC                           |
| 424822     | 2008 UX161 | 24 out 2008 | Kitt Peak        | Spacewatch          | Brangane  | MPC                           |
| 424823     | 2008 UF165 | 1 out 2008  | Kitt Peak        | Spacewatch          | —         | MPC                           |
| 424824     | 2008 UO173 | 23 set 2008 | Kitt Peak        | Spacewatch          | —         | MPC                           |
| 424825     | 2008 UD185 | 24 out 2008 | Kitt Peak        | Spacewatch          | —         | MPC                           |
| 424826     | 2008 UR200 | 27 out 2008 | Socorro          | LINEAR              | —         | MPC                           |
| 424827     | 2008 UT201 | 22 set 2008 | Mount Lemmon     | Mount Lemmon Survey | —         | MPC                           |
| 424828     | 2008 UK210 | 23 out 2008 | Kitt Peak        | Spacewatch          | —         | MPC                           |
| 424829     | 2008 US217 | 25 out 2008 | Kitt Peak        | Spacewatch          | —         | MPC                           |
| 424830     | 2008 US229 | 25 out 2008 | Kitt Peak        | Spacewatch          | —         | MPC                           |
| 424831     | 2008 UP236 | 29 set 2008 | Mount Lemmon     | Mount Lemmon Survey | —         | MPC                           |
| 424832     | 2008 UJ240 | 26 out 2008 | Kitt Peak        | Spacewatch          | —         | MPC                           |
| 424833     | 2008 UH241 | 26 out 2008 | Kitt Peak        | Spacewatch          | —         | MPC                           |
| 424834     | 2008 UJ241 | 20 ago 2003 | Campo Imperatore | CINEOS              | —         | MPC                           |
| 424835     | 2008 UW249 | 7 out 2008  | Kitt Peak        | Spacewatch          | —         | MPC                           |
| 424836     | 2008 UC250 | 23 set 2008 | Kitt Peak        | Spacewatch          | —         | MPC                           |
| 424837     | 2008 UG259 | 27 out 2008 | Kitt Peak        | Spacewatch          | —         | MPC                           |
| 424838     | 2008 UY259 | 27 out 2008 | Kitt Peak        | Spacewatch          | —         | MPC                           |
| 424839     | 2008 UQ260 | 27 out 2008 | Mount Lemmon     | Mount Lemmon Survey | —         | MPC                           |
| 424840     | 2008 UR264 | 28 out 2008 | Kitt Peak        | Spacewatch          | —         | MPC                           |
| 424841     | 2008 UH274 | 28 out 2008 | Kitt Peak        | Spacewatch          | —         | MPC                           |
| 424842     | 2008 UA275 | 4 mar 2006  | Mount Lemmon     | Mount Lemmon Survey | —         | MPC                           |
| 424843     | 2008 UV275 | 28 out 2008 | Mount Lemmon     | Mount Lemmon Survey | —         | MPC                           |
| 424844     | 2008 UK276 | 29 set 2008 | Kitt Peak        | Spacewatch          | —         | MPC                           |
| 424845     | 2008 UL276 | 28 out 2008 | Mount Lemmon     | Mount Lemmon Survey | —         | MPC                           |
| 424846     | 2008 UK284 | 28 out 2008 | Mount Lemmon     | Mount Lemmon Survey | Brangane  | MPC                           |
| 424847     | 2008 US297 | 29 out 2008 | Kitt Peak        | Spacewatch          | —         | MPC                           |
| 424848     | 2008 UP299 | 29 out 2008 | Kitt Peak        | Spacewatch          | —         | MPC                           |
| 424849     | 2008 UK323 | 28 set 1997 | Kitt Peak        | Spacewatch          | —         | MPC                           |
| 424850     | 2008 UO324 | 31 out 2008 | Kitt Peak        | Spacewatch          | —         | MPC                           |
| 424851     | 2008 UK327 | 29 out 2008 | Catalina         | CSS                 | —         | MPC                           |
| 424852     | 2008 UG335 | 22 out 2008 | Kitt Peak        | Spacewatch          | —         | MPC                           |
| 424853     | 2008 UQ335 | 20 out 2008 | Kitt Peak        | Spacewatch          | —         | MPC                           |
| 424854     | 2008 UA339 | 22 out 2008 | Kitt Peak        | Spacewatch          | —         | MPC                           |
| 424855     | 2008 UY342 | 31 out 2008 | Kitt Peak        | Spacewatch          | Brangane  | MPC                           |
| 424856     | 2008 UG343 | 23 out 2008 | Mount Lemmon     | Mount Lemmon Survey | —         | MPC                           |
| 424857     | 2008 UP345 | 31 out 2008 | Kitt Peak        | Spacewatch          | —         | MPC                           |
| 424858     | 2008 UT355 | 26 out 2008 | Mount Lemmon     | Mount Lemmon Survey | —         | MPC                           |
| 424859     | 2008 UB356 | 20 out 2008 | Kitt Peak        | Spacewatch          | —         | MPC                           |
| 424860     | 2008 UZ357 | 25 out 2008 | Kitt Peak        | Spacewatch          | Brangane  | MPC                           |
| 424861     | 2008 UH358 | 26 out 2008 | Kitt Peak        | Spacewatch          | —         | MPC                           |
| 424862     | 2008 UJ363 | 9 out 2008  | Catalina         | CSS                 | —         | MPC                           |
| 424863     | 2008 UG370 | 26 out 2008 | Mount Lemmon     | Mount Lemmon Survey | —         | MPC                           |
| 424864     | 2008 VM5   | 1 nov 2008  | Mount Lemmon     | Mount Lemmon Survey | —         | MPC                           |
| 424865     | 2008 VH16  | 25 set 2008 | Kitt Peak        | Spacewatch          | —         | MPC                           |
| 424866     | 2008 VL25  | 2 nov 2008  | Kitt Peak        | Spacewatch          | —         | MPC                           |
| 424867     | 2008 VG28  | 2 nov 2008  | Kitt Peak        | Spacewatch          | —         | MPC                           |
| 424868     | 2008 VC32  | 2 nov 2008  | Mount Lemmon     | Mount Lemmon Survey | —         | MPC                           |
| 424869     | 2008 VO34  | 10 out 2008 | Mount Lemmon     | Mount Lemmon Survey | —         | MPC                           |
| 424870     | 2008 VH38  | 2 nov 2008  | Kitt Peak        | Spacewatch          | —         | MPC                           |
| 424871     | 2008 VO52  | 23 set 2008 | Kitt Peak        | Spacewatch          | —         | MPC                           |
| 424872     | 2008 VX52  | 25 out 2008 | Kitt Peak        | Spacewatch          | —         | MPC                           |
| 424873     | 2008 VX53  | 6 nov 2008  | Mount Lemmon     | Mount Lemmon Survey | Brangane  | MPC                           |
| 424874     | 2008 VE58  | 24 out 2008 | Catalina         | CSS                 | —         | MPC                           |
| 424875     | 2008 VN69  | 8 nov 2008  | Kitt Peak        | Spacewatch          | —         | MPC                           |
| 424876     | 2008 VO69  | 8 nov 2008  | Kitt Peak        | Spacewatch          | —         | MPC                           |
| 424877     | 2008 VA71  | 9 nov 2008  | Kitt Peak        | Spacewatch          | —         | MPC                           |
| 424878     | 2008 VN71  | 8 nov 2008  | Catalina         | CSS                 | —         | MPC                           |
| 424879     | 2008 VB73  | 1 nov 2008  | Mount Lemmon     | Mount Lemmon Survey | —         | MPC                           |
| 424880     | 2008 VS73  | 7 nov 2008  | Mount Lemmon     | Mount Lemmon Survey | —         | MPC                           |
| 424881     | 2008 VW73  | 7 nov 2008  | Mount Lemmon     | Mount Lemmon Survey | —         | MPC                           |
| 424882     | 2008 VV76  | 2 nov 2008  | Mount Lemmon     | Mount Lemmon Survey | —         | MPC                           |
| 424883     | 2008 VE77  | 2 nov 2008  | Mount Lemmon     | Mount Lemmon Survey | —         | MPC                           |
| 424884     | 2008 VQ78  | 7 nov 2008  | Mount Lemmon     | Mount Lemmon Survey | —         | MPC                           |
| 424885     | 2008 VG79  | 2 nov 2008  | Socorro          | LINEAR              | —         | MPC                           |
| 424886     | 2008 VN80  | 2 nov 2008  | Mount Lemmon     | Mount Lemmon Survey | —         | MPC                           |
| 424887     | 2008 WT10  | 22 set 2008 | Mount Lemmon     | Mount Lemmon Survey | —         | MPC                           |
| 424888     | 2008 WV13  | 18 nov 2008 | Catalina         | CSS                 | —         | MPC                           |
| 424889     | 2008 WZ14  | 17 nov 2008 | Kitt Peak        | Spacewatch          | —         | MPC                           |
| 424890     | 2008 WC25  | 18 nov 2008 | Catalina         | CSS                 | —         | MPC                           |
| 424891     | 2008 WQ29  | 19 nov 2008 | Kitt Peak        | Spacewatch          | —         | MPC                           |
| 424892     | 2008 WH33  | 21 nov 2008 | Pla D'Arguines   | R. Ferrando         | —         | MPC                           |
| 424893     | 2008 WN33  | 2 out 2008  | Kitt Peak        | Spacewatch          | Ursula    | MPC                           |
| 424894     | 2008 WO37  | 17 nov 2008 | Kitt Peak        | Spacewatch          | —         | MPC                           |
| 424895     | 2008 WH38  | 17 nov 2008 | Kitt Peak        | Spacewatch          | —         | MPC                           |
| 424896     | 2008 WT38  | 27 out 2008 | Kitt Peak        | Spacewatch          | —         | MPC                           |
| 424897     | 2008 WZ39  | 17 nov 2008 | Kitt Peak        | Spacewatch          | —         | MPC                           |
| 424898     | 2008 WP43  | 17 nov 2008 | Kitt Peak        | Spacewatch          | —         | MPC                           |
| 424899     | 2008 WO46  | 17 nov 2008 | Kitt Peak        | Spacewatch          | —         | MPC                           |
| 424900     | 2008 WN50  | 18 nov 2008 | Kitt Peak        | Spacewatch          | —         | MPC                           |

## 424901–425000
| Designação | Designação | Descoberta  | Descoberta      | Descobridor(es)     | Categoria | Mais informações / Referência |
| Permanente | Provisória | Data        | Local           | Descobridor(es)     | Categoria | Mais informações / Referência |
| ---------- | ---------- | ----------- | --------------- | ------------------- | --------- | ----------------------------- |
| 424901     | 2008 WB51  | 9 nov 2008  | Kitt Peak       | Spacewatch          | —         | MPC                           |
| 424902     | 2008 WF55  | 23 out 2008 | Mount Lemmon    | Mount Lemmon Survey | —         | MPC                           |
| 424903     | 2008 WD59  | 22 nov 2008 | Farra d'Isonzo  | Farra d'Isonzo      | —         | MPC                           |
| 424904     | 2008 WG62  | 23 nov 2008 | La Sagra        | Mallorca Obs.       | —         | MPC                           |
| 424905     | 2008 WX62  | 21 nov 2008 | Bisei SG Center | BATTeRS             | —         | MPC                           |
| 424906     | 2008 WE66  | 6 out 2008  | Mount Lemmon    | Mount Lemmon Survey | —         | MPC                           |
| 424907     | 2008 WX67  | 18 nov 2008 | Kitt Peak       | Spacewatch          | —         | MPC                           |
| 424908     | 2008 WZ72  | 16 mar 2005 | Mount Lemmon    | Mount Lemmon Survey | —         | MPC                           |
| 424909     | 2008 WL77  | 20 nov 2008 | Kitt Peak       | Spacewatch          | Brangane  | MPC                           |
| 424910     | 2008 WK82  | 20 nov 2008 | Kitt Peak       | Spacewatch          | —         | MPC                           |
| 424911     | 2008 WF84  | 20 nov 2008 | Kitt Peak       | Spacewatch          | Brangane  | MPC                           |
| 424912     | 2008 WO86  | 28 set 2008 | Mount Lemmon    | Mount Lemmon Survey | —         | MPC                           |
| 424913     | 2008 WP86  | 21 nov 2008 | Mount Lemmon    | Mount Lemmon Survey | —         | MPC                           |
| 424914     | 2008 WC94  | 8 mai 2006  | Mount Lemmon    | Mount Lemmon Survey | —         | MPC                           |
| 424915     | 2008 WB96  | 25 nov 2008 | Cerro Burek     | Alianza S4 Obs.     | —         | MPC                           |
| 424916     | 2008 WZ100 | 24 nov 2008 | Kitt Peak       | Spacewatch          | —         | MPC                           |
| 424917     | 2008 WT129 | 18 nov 2008 | Kitt Peak       | Spacewatch          | —         | MPC                           |
| 424918     | 2008 WA130 | 19 nov 2008 | Kitt Peak       | Spacewatch          | —         | MPC                           |
| 424919     | 2008 WH138 | 30 nov 2008 | Socorro         | LINEAR              | —         | MPC                           |
| 424920     | 2008 XP21  | 1 dez 2008  | Kitt Peak       | Spacewatch          | —         | MPC                           |
| 424921     | 2008 XS22  | 3 dez 2008  | Kitt Peak       | Spacewatch          | —         | MPC                           |
| 424922     | 2008 XR23  | 30 out 2008 | Kitt Peak       | Spacewatch          | —         | MPC                           |
| 424923     | 2008 XR44  | 22 nov 2008 | Kitt Peak       | Spacewatch          | —         | MPC                           |
| 424924     | 2008 XK51  | 3 out 2008  | Mount Lemmon    | Mount Lemmon Survey | —         | MPC                           |
| 424925     | 2008 YP4   | 24 nov 2008 | Mount Lemmon    | Mount Lemmon Survey | —         | MPC                           |
| 424926     | 2008 YM5   | 19 nov 2008 | Mount Lemmon    | Mount Lemmon Survey | —         | MPC                           |
| 424927     | 2008 YJ6   | 22 dez 2008 | Dauban          | F. Kugel            | —         | MPC                           |
| 424928     | 2008 YG12  | 30 nov 2008 | Kitt Peak       | Spacewatch          | —         | MPC                           |
| 424929     | 2008 YV13  | 30 nov 2008 | Kitt Peak       | Spacewatch          | —         | MPC                           |
| 424930     | 2008 YA20  | 21 dez 2008 | Mount Lemmon    | Mount Lemmon Survey | —         | MPC                           |
| 424931     | 2008 YQ22  | 21 dez 2008 | Mount Lemmon    | Mount Lemmon Survey | —         | MPC                           |
| 424932     | 2008 YP38  | 31 out 2008 | Mount Lemmon    | Mount Lemmon Survey | —         | MPC                           |
| 424933     | 2008 YZ50  | 18 out 2007 | Mount Lemmon    | Mount Lemmon Survey | —         | MPC                           |
| 424934     | 2008 YP59  | 30 dez 2008 | Kitt Peak       | Spacewatch          | —         | MPC                           |
| 424935     | 2008 YU63  | 30 dez 2008 | Mount Lemmon    | Mount Lemmon Survey | —         | MPC                           |
| 424936     | 2008 YH65  | 30 dez 2008 | Mount Lemmon    | Mount Lemmon Survey | —         | MPC                           |
| 424937     | 2008 YM77  | 30 dez 2008 | Mount Lemmon    | Mount Lemmon Survey | —         | MPC                           |
| 424938     | 2008 YN80  | 30 dez 2008 | Kitt Peak       | Spacewatch          | —         | MPC                           |
| 424939     | 2008 YL85  | 21 dez 2008 | Mount Lemmon    | Mount Lemmon Survey | —         | MPC                           |
| 424940     | 2008 YD91  | 4 dez 2008  | Mount Lemmon    | Mount Lemmon Survey | —         | MPC                           |
| 424941     | 2008 YV102 | 21 dez 2008 | Kitt Peak       | Spacewatch          | —         | MPC                           |
| 424942     | 2008 YC105 | 29 dez 2008 | Kitt Peak       | Spacewatch          | —         | MPC                           |
| 424943     | 2008 YH106 | 29 dez 2008 | Kitt Peak       | Spacewatch          | —         | MPC                           |
| 424944     | 2008 YN106 | 29 dez 2008 | Kitt Peak       | Spacewatch          | —         | MPC                           |
| 424945     | 2008 YT108 | 29 dez 2008 | Kitt Peak       | Spacewatch          | —         | MPC                           |
| 424946     | 2008 YJ118 | 29 dez 2008 | Mount Lemmon    | Mount Lemmon Survey | —         | MPC                           |
| 424947     | 2008 YQ118 | 29 dez 2008 | Kitt Peak       | Spacewatch          | —         | MPC                           |
| 424948     | 2008 YM124 | 30 dez 2008 | Kitt Peak       | Spacewatch          | —         | MPC                           |
| 424949     | 2008 YW125 | 8 nov 2008  | Mount Lemmon    | Mount Lemmon Survey | —         | MPC                           |
| 424950     | 2008 YA129 | 31 dez 2008 | Kitt Peak       | Spacewatch          | —         | MPC                           |
| 424951     | 2008 YU136 | 30 dez 2008 | Kitt Peak       | Spacewatch          | —         | MPC                           |
| 424952     | 2008 YY149 | 21 dez 2008 | Kitt Peak       | Spacewatch          | —         | MPC                           |
| 424953     | 2008 YG150 | 21 dez 2008 | Kitt Peak       | Spacewatch          | —         | MPC                           |
| 424954     | 2008 YK150 | 21 dez 2008 | Kitt Peak       | Spacewatch          | —         | MPC                           |
| 424955     | 2008 YR158 | 30 dez 2008 | Mount Lemmon    | Mount Lemmon Survey | —         | MPC                           |
| 424956     | 2008 YK160 | 30 dez 2008 | Mount Lemmon    | Mount Lemmon Survey | —         | MPC                           |
| 424957     | 2008 YE162 | 21 dez 2008 | Mount Lemmon    | Mount Lemmon Survey | —         | MPC                           |
| 424958     | 2008 YL163 | 30 dez 2008 | Kitt Peak       | Spacewatch          | —         | MPC                           |
| 424959     | 2008 YG165 | 31 dez 2008 | Kitt Peak       | Spacewatch          | —         | MPC                           |
| 424960     | 2008 YE169 | 22 dez 2008 | Mount Lemmon    | Mount Lemmon Survey | —         | MPC                           |
| 424961     | 2008 YB170 | 22 dez 2008 | Mount Lemmon    | Mount Lemmon Survey | —         | MPC                           |
| 424962     | 2008 YO170 | 30 dez 2008 | Mount Lemmon    | Mount Lemmon Survey | —         | MPC                           |
| 424963     | 2009 AW3   | 1 jan 2009  | Mount Lemmon    | Mount Lemmon Survey | —         | MPC                           |
| 424964     | 2009 AG5   | 1 jan 2009  | Kitt Peak       | Spacewatch          | —         | MPC                           |
| 424965     | 2009 AM15  | 6 jan 2009  | Siding Spring   | SSS                 | —         | MPC                           |
| 424966     | 2009 AH39  | 15 nov 2007 | Mount Lemmon    | Mount Lemmon Survey | —         | MPC                           |
| 424967     | 2009 AA40  | 15 jan 2009 | Kitt Peak       | Spacewatch          | —         | MPC                           |
| 424968     | 2009 BN1   | 17 jan 2009 | Sierra Stars    | F. Tozzi            | —         | MPC                           |
| 424969     | 2009 BT5   | 20 jan 2009 | Kitt Peak       | Spacewatch          | —         | MPC                           |
| 424970     | 2009 BQ8   | 7 dez 2008  | Mount Lemmon    | Mount Lemmon Survey | —         | MPC                           |
| 424971     | 2009 BY15  | 1 jan 2009  | Kitt Peak       | Spacewatch          | —         | MPC                           |
| 424972     | 2009 BV20  | 16 jan 2009 | Mount Lemmon    | Mount Lemmon Survey | —         | MPC                           |
| 424973     | 2009 BD45  | 16 jan 2009 | Kitt Peak       | Spacewatch          | —         | MPC                           |
| 424974     | 2009 BA49  | 16 jan 2009 | Mount Lemmon    | Mount Lemmon Survey | Ursula    | MPC                           |
| 424975     | 2009 BQ55  | 16 jan 2009 | Lulin           | LUSS                | —         | MPC                           |
| 424976     | 2009 BD73  | 21 dez 2008 | Catalina        | CSS                 | —         | MPC                           |
| 424977     | 2009 BP100 | 29 jan 2009 | Kitt Peak       | Spacewatch          | —         | MPC                           |
| 424978     | 2009 BG106 | 25 jan 2009 | Kitt Peak       | Spacewatch          | —         | MPC                           |
| 424979     | 2009 BR114 | 26 jan 2009 | Kitt Peak       | Spacewatch          | —         | MPC                           |
| 424980     | 2009 BY121 | 31 jan 2009 | Kitt Peak       | Spacewatch          | —         | MPC                           |
| 424981     | 2009 BM133 | 29 jan 2009 | Kitt Peak       | Spacewatch          | —         | MPC                           |
| 424982     | 2009 BA153 | 31 jan 2009 | Kitt Peak       | Spacewatch          | —         | MPC                           |
| 424983     | 2009 BR159 | 29 jan 2009 | Mount Lemmon    | Mount Lemmon Survey | Brangane  | MPC                           |
| 424984     | 2009 BE161 | 31 jan 2009 | Mount Lemmon    | Mount Lemmon Survey | —         | MPC                           |
| 424985     | 2009 BR182 | 18 jan 2009 | Kitt Peak       | Spacewatch          | —         | MPC                           |
| 424986     | 2009 BX187 | 17 jan 2009 | Kitt Peak       | Spacewatch          | —         | MPC                           |
| 424987     | 2009 BB188 | 22 jan 2009 | Socorro         | LINEAR              | —         | MPC                           |
| 424988     | 2009 BS189 | 20 jan 2009 | Socorro         | LINEAR              | —         | MPC                           |
| 424989     | 2009 CF7   | 1 fev 2009  | Kitt Peak       | Spacewatch          | —         | MPC                           |
| 424990     | 2009 CU17  | 3 fev 2009  | Kitt Peak       | Spacewatch          | —         | MPC                           |
| 424991     | 2009 CB19  | 3 fev 2009  | Mount Lemmon    | Mount Lemmon Survey | —         | MPC                           |
| 424992     | 2009 CB21  | 1 fev 2009  | Kitt Peak       | Spacewatch          | Brangane  | MPC                           |
| 424993     | 2009 CH30  | 1 fev 2009  | Mount Lemmon    | Mount Lemmon Survey | —         | MPC                           |
| 424994     | 2009 CM36  | 3 fev 2009  | Kitt Peak       | Spacewatch          | —         | MPC                           |
| 424995     | 2009 CY37  | 14 fev 2009 | Dauban          | F. Kugel            | —         | MPC                           |
| 424996     | 2009 CZ40  | 15 jan 2009 | Kitt Peak       | Spacewatch          | —         | MPC                           |
| 424997     | 2009 CH45  | 9 set 2007  | Kitt Peak       | Spacewatch          | —         | MPC                           |
| 424998     | 2009 CU48  | 14 fev 2009 | Mount Lemmon    | Mount Lemmon Survey | —         | MPC                           |
| 424999     | 2009 CB58  | 3 fev 2009  | Mount Lemmon    | Mount Lemmon Survey | —         | MPC                           |
| 425000     | 2009 CG61  | 29 jan 2009 | Mount Lemmon    | Mount Lemmon Survey | Brangane  | MPC                           |